# Иван Грозный
Ива́н IV Васи́льевич, Ива́н Гро́зный, в постриге — Иона (25 августа 1530, село Коломенское под Москвой — 18 (28) марта 1584, Москва) — государь, великий князь Московский и всея Руси с 1533 года, первый венчанный царь всея Руси (с 1547 года; кроме 1575—1576, когда «великим князем всея Руси» номинально был Симеон Бекбулатович).
Старший сын великого князя московского Василия III и Елены Глинской. Официально начал царствовать в три года. После восстания в Москве 1547 года правил с участием круга приближённых лиц — «Избранной рады». При нём начался созыв Земских соборов, составлен Судебник 1550 года. Проведены реформы военной службы, судебной системы, государственного управления, в том числе внедрены элементы самоуправления на местном уровне (губная, земская и другие реформы). Были покорены Казанское, Астраханское и Сибирское ханства, присоединены Башкирия, часть земель Ногайской Орды. Таким образом, при Иване IV прирост территории Русского государства составил почти 100 %, с 2,8 млн км² до 5,4 млн км², к завершению его царствования Россия стала размером больше всей остальной Европы. Оставил после себя значительное литературное наследие.
В 1560 году Избранная рада была упразднена, её главные деятели попали в опалу и началось полностью самостоятельное правление царя в России. Вторая половина правления Ивана Грозного отмечена полосой неудач в Ливонской войне и учреждением опричнины, в ходе которой была разорена страна и нанесён удар старой родовой аристократии, а также — по мнению некоторых исследователей — укреплены позиции худородного поместного дворянства. В 1572 году Иван Грозный принял участие в королевских выборах в Речи Посполитой, однако впоследствии отказался от этого. Формально Иван IV правил дольше любого из когда-либо стоявших во главе Российского государства правителей — 50 лет и 105 дней (из них 37 лет как самодержавный правитель).

## Биография

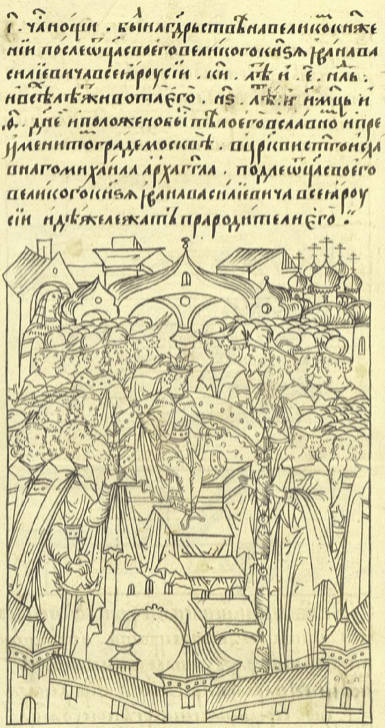
Малолетний Иван IV садится на великокняжеский престол

### Ранние годы
По отцовской линии Иван происходил из московской ветви династии Рюриковичей, по материнской — от литовских князей Глинских. Бабушка по отцу, София Палеолог — из рода византийских императоров. Бабушка по матери Анна Якшич — дочь сербского воеводы Стефана Якшича. Иван стал первым сыном великого князя Василия III от второй жены после долгих лет бездетности. Родившись 25 августа, он получил имя Иван в честь святого Иоанна Предтечи, день Усекновения главы которого приходится на 29 августа. В некоторых текстах той эпохи изредка упоминается также с именами Тит и Смарагд, в соответствии с традицией многоимённости у Рюриковичей. Крещён в Троице-Сергиевом монастыре игуменом Иоасафом (Скрипицыным); в восприемники были избраны два старца Иосифо-Волоцкого монастыря — инок Кассиан Босой и игумен Даниил.

#### Детство великого князя
Предание гласит, что в честь рождения Иоанна была заложена церковь Вознесения в Коломенском. Согласно установленному на Руси праву престолонаследия, великокняжеский престол переходил к старшему сыну монарха, однако Ивану («прямое имя» по дню рождения — Тит) было всего три года, когда его отец великий князь Василий III серьёзно заболел.
Ближайшими претендентами на трон, кроме малолетнего Ивана, были младшие братья Василия. Из шестерых сыновей Ивана III осталось двое — князь Старицкий Андрей и князь Дмитровский Юрий.
Предвидя скорую смерть, Василий III сформировал для управления государством «седьмочисленную» боярскую комиссию (именно к опекунскому совету при малолетнем великом князе впервые стало применяться название «Семибоярщина», чаще в современности ассоциирующееся исключительно с олигархическим боярским правительством эпохи Смутного времени в период после свержения царя Василия Шуйского). Опекуны должны были беречь Ивана, пока он не достигнет 15 лет. В опекунский совет вошли его дядя, князь Андрей Старицкий (младший брат отца — Василия III), М. Л. Глинский (дядя матери — великой княгини Елены) и советники: братья Шуйские (Василий и Иван), Михаил Захарьин, Михаил Тучков, Михаил Воронцов. По замыслу великого князя, этим должны были сохраниться порядок правления страной доверенными людьми и уменьшиться распри в аристократической Боярской думе. Существование регентского совета признаётся не всеми историками: так, по версии историка А. А. Зимина, Василий III передал ведение государственных дел Боярской думе, а опекунами наследника назначил М. Л. Глинского и Д. Ф. Бельского. Мамкой для Ивана была назначена А. Ф. Челяднина.
Василий III умер 3 декабря 1533 года, а уже через восемь дней бояре избавились от основного претендента на трон — Дмитровского князя Юрия.
Опекунский совет управлял страной меньше года, после чего его власть ослабла, что привело к ряду восстаний и народных волнений. В августе 1534 года произошёл ряд перестановок в правящих кругах. 3 августа князь Семён Бельский и опытный военачальник окольничий Иван Васильевич Ляцкий оставили Серпухов и отъехали на службу к литовскому князю Сигизмунду I. 5 августа был арестован один из опекунов малолетнего Ивана — Михаил Глинский, который тогда же умер в тюрьме. За соумышленничество с перебежчиками были схвачены брат Семёна Бельского Иван и князь Иван Воротынский с детьми. В этом же месяце был арестован и ещё один член опекунского совета — Михаил Воронцов. Анализируя события августа 1534 года, историк Сергей Соловьёв делает вывод, что «всё это было следствием общего негодования вельмож на Елену и её любимца Ивана Оболенского».

Попытка Андрея Старицкого в 1537 году захватить власть окончилась неудачей: запертый в Новгороде с фронта и тыла, он был вынужден сдаться и закончил жизнь в тюрьме.

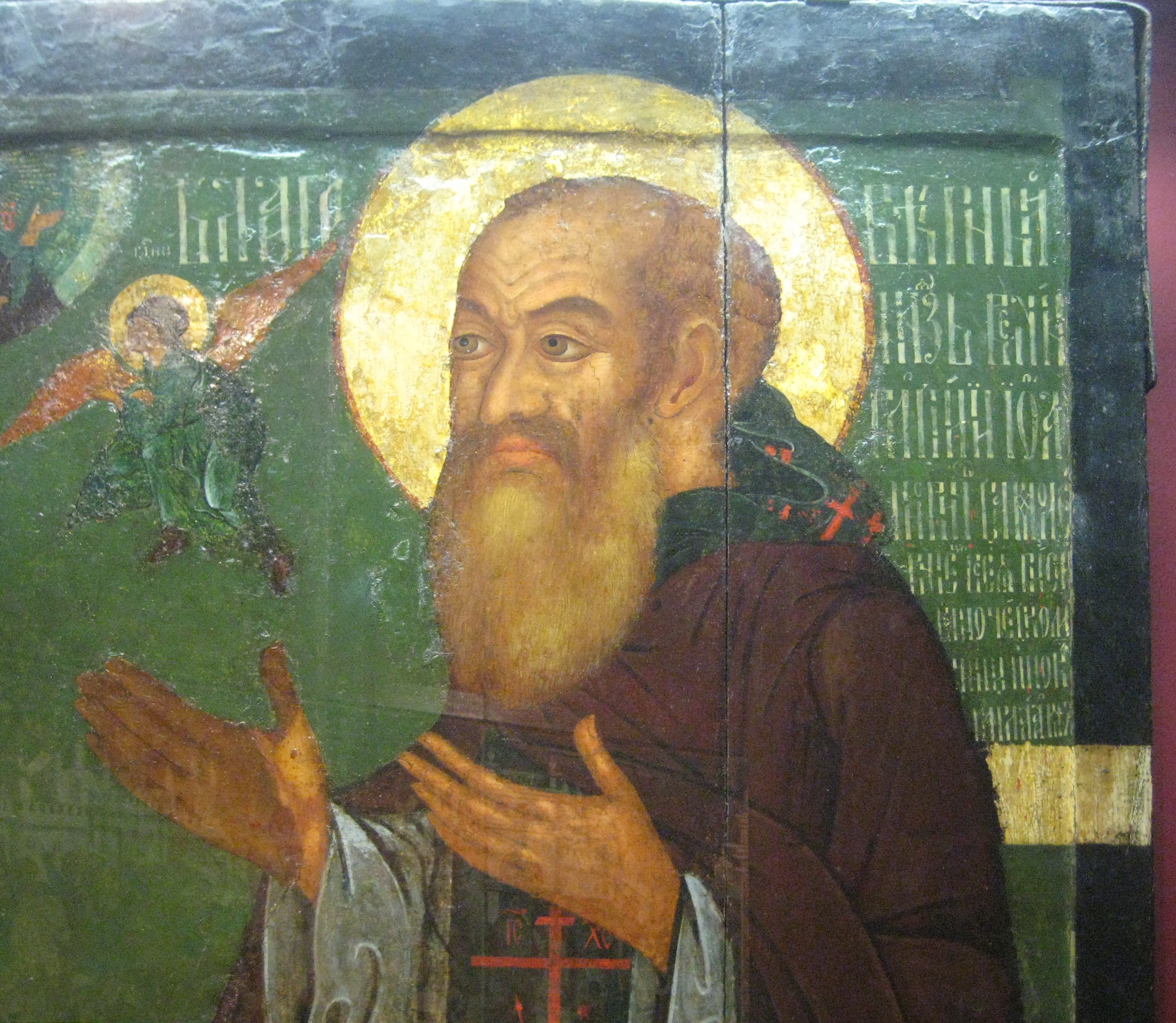
Василий III, отец Ивана IV

В апреле 1538 года 30-летняя Елена Глинская умерла (по одной из версий, она была отравлена боярами), а через шесть дней бояре (князья Иван и Василий Шуйские с советниками) избавились и от Оболенского. Митрополит Даниил и дьяк Фёдор Мищурин, убеждённые сторонники централизованного государства и активные деятели правительства Василия III и Елены Глинской, были немедленно отстранены от управления государством. Митрополит Даниил был отправлен в Иосифо-Волоцкий монастырь, а Мищурина «бояре казнили… не любя того, что он стоял за великого князя дела». По воспоминаниям самого Ивана, «князь Василий и Иван Шуйские самовольно навязались […] в опекуны и таким образом воцарились», будущего царя с братом Юрием «начали воспитывать как чужеземцев или последних бедняков», вплоть до «лишений в одежде и пище».
Де-факто управление русским государством Шуйскими при будущем царе длилось с 1538 по 1543 годы, за это время был изгнан и убит троюродный брат Грозного, советник Иван Бельский. Своё первое влияние на правление боярщины Иван оказал в декабре 1543 года, когда ещё в отрочестве обвинил Андрея Шуйского Честокола в измене и велел спустить на того собак. Через пару дней по воле молодого князя сделан наместником Фёдор Воронцов, которому Иван с детских лет широко симпатизировал. При Воронцове уже взрослеющий Иван стал вникать в государственные и военные дела бояр, пресекая попытки полноправия и раздела власти.
В 1545 году Иван достиг совершеннолетия в возрасте 15 лет, таким образом став полноправным правителем. Одним из сильных впечатлений царя в юности были «великий пожар» в Москве, уничтоживший свыше 25 тысяч домов, и Московское восстание 1547 года. После убийства одного из Глинских, родственника царя, бунтовщики явились в село Воробьёво, где укрылся великий князь, и потребовали выдачи остальных Глинских. С большим трудом удалось уговорить толпу разойтись, убеждая её, что Глинских в Воробьёве нет.

#### Венчание на царство (1547 год)
Бж҃їею млⷭ҇тїю, вели́кїй гдⷭ҇рь цр҃ь и҆ вели́кїй ки҃зь і҆ѡа́ннъ васи́лїевичъ всеѧ̀ рꙋ́сїи, влади́мїрскїй, моско́вскїй, новогоро́дскїй, цр҃ь каза́нскїй, цр҃ь а҆страха́нскїй, гдⷭ҇рь пско́вскїй, вели́кїй ки҃зь смоле́нскїй, тверскі́й, ю҆́горскїй, пе́рмскїй, вѧ́тскїй, болга́рскїй и҆ и҆ны́хъ, гдⷭ҇рь и҆ вели́кїй ки҃зь новаго́рода ни́зовскїѧ землѝ, черни́говскїй, рѧза́нскїй, по́лоцкїй, росто́вскїй, ꙗ҆росла́вскїй, бѣлоѻзе́рскїй, ᲂу҆до́рскїй, ѻ҆бдо́рскїй, конді́йскїй и҆ и҆ны́хъ, и҆ всеѧ̀ сиби́рскїѧ землѝ и҆ сѣ́верныѧ страны̀ повели́тель, и҆ гдⷭ҇рь зе́мли вифлѧ́нской и҆ и҆ны́хъ.

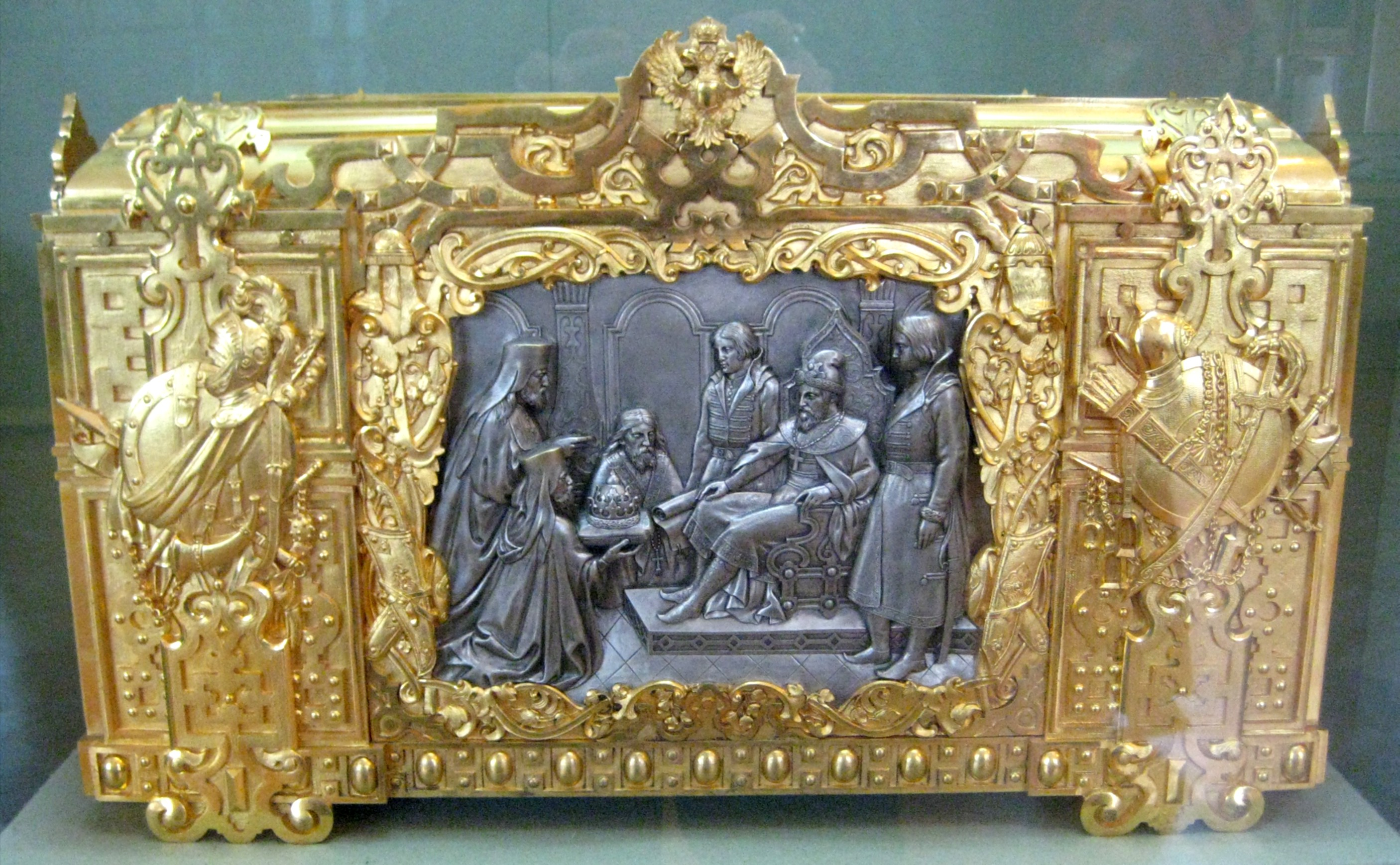
Ларец-ковчег для хранения грамоты об утверждении на царство Ивана IV. Художник Ф. Г. Солнцев. Россия, фабрика Ф. Шопена 1853-48 гг. Бронза, литьё, золочение, серебрение, чеканка. ГИМ

В начале XVI века распространение получает идея божественного происхождения власти, а также концепция преемственности власти русских государей от «греческого царства» (Иосиф Волоцкий, Филофей). Иное осмысление верховной власти духовником и наставником юного царя протопопом Сильвестром позднее привело к ссылке последнего: мысль о том, что самодержец обязан во всем подчиняться Богу и его установлениям, проходит через всё «Послания царю Ивану Васильевичу» предположительно его авторства.
13 декабря 1546 года Иван Васильевич впервые высказал митрополиту Макарию намерение жениться (подробнее см. ниже), а перед этим Макарий предложил Ивану Грозному венчаться на царство.
Ряд историков (Н. И. Костомаров, Р. Г. Скрынников, В. Б. Кобрин) полагает, что инициатива принятия царского титула не могла исходить от 16-летнего юноши. Скорее всего, важную роль в этом сыграл митрополит Макарий. Упрочнение личной власти государя, её обоснование не сомнительным с точки зрения канонов Церкви происхождением, а волей Всевышнего, было крайне выгодно его родне по материнской линии. В. О. Ключевский придерживался противоположной точки зрения, подчёркивая рано сформировавшееся у Ивана Васильевича собственное стремление к власти. По его мнению, «политические думы царя вырабатывались тайком от окружающих», идея о венчании стала полной неожиданностью для боярства.
16 января 1547 года в Успенском соборе Московского Кремля состоялась торжественная церемония венчания, чин которой был составлен митрополитом. Митрополит возложил на Ивана знаки царского достоинства: крест Животворящего Древа, бармы и шапку Мономаха; Иван Васильевич был помазан миром, а затем митрополит благословил царя.

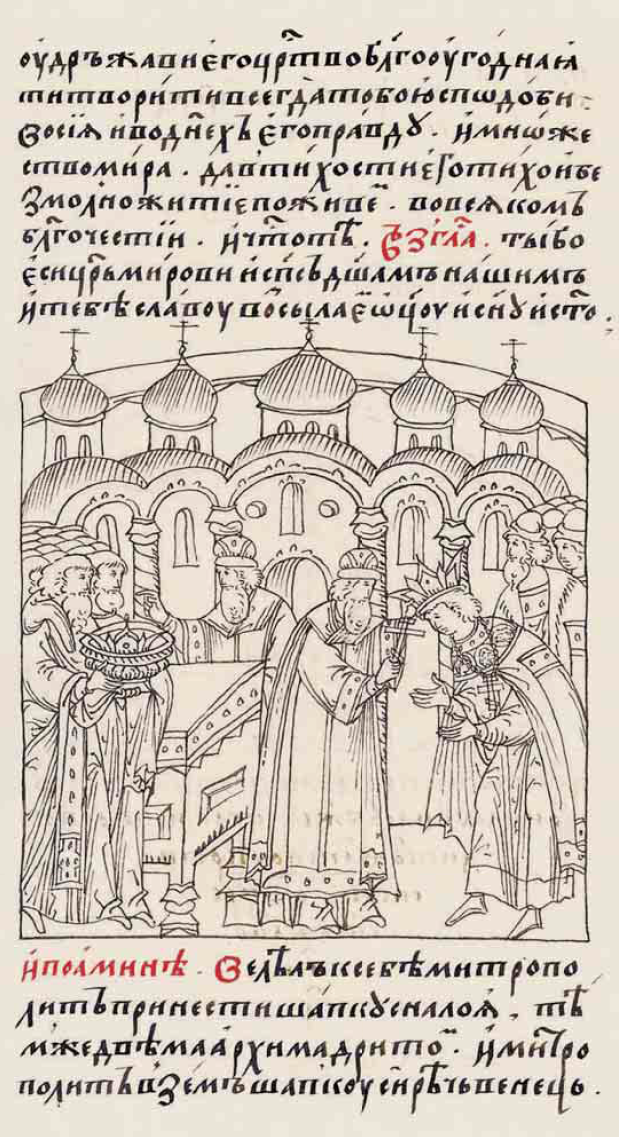
Венчание на царство Ивана Грозного (Лицевой летописный свод, Царственная книга, л. 288.)

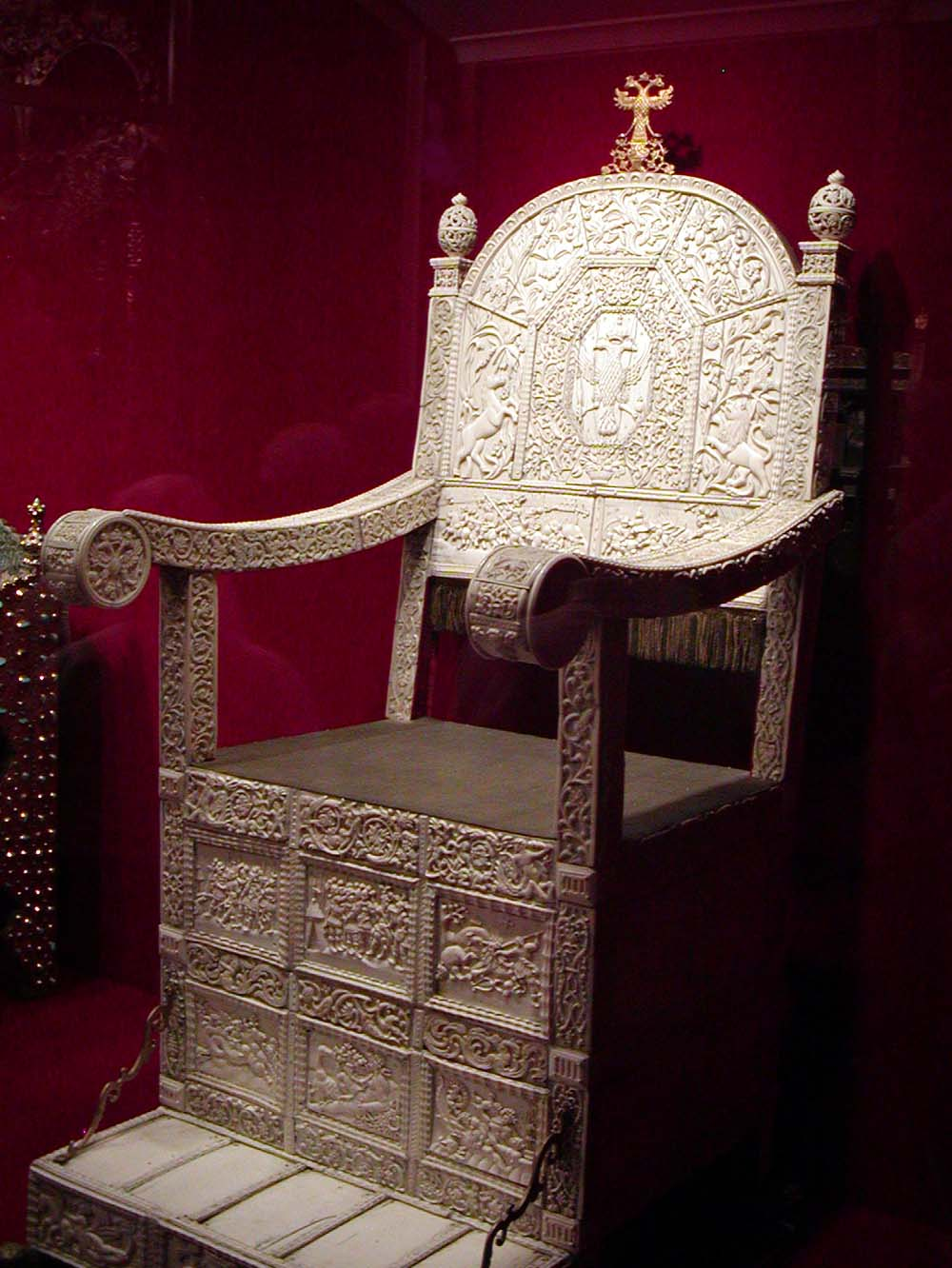
Трон Ивана IV

После венчания родня Ивана упрочила своё положение, добившись значительных выгод, однако после Московского восстания 1547 года род Глинских потерял всё своё влияние, а юный правитель убедился в разительном несоответствии между его представлениями о власти и реальным положением дел.
Позднее, в 1558 году Константинопольский патриарх Иоасаф II сообщал Ивану Грозному, что «царское имя его поминается в Церкви Соборной по всем воскресным дням, как имена прежде бывших Греческих Царей; это повелено делать во всех епархиях, где только есть митрополиты и архиереи», «а о благоверном венчании твоём на царство от св. митрополита всея Руси, брата нашего и сослужебника, принято нами во благо и достойно твоего царствия». «Яви нам, — писал Иоаким, патриарх Александрийский, — в нынешние времена нового кормителя и промыслителя о нас, доброго поборника, избранного и Богом наставляемого Ктитора святой обители сей, каков был некогда боговенчанный и равноапостольный Константин… Память твоя пребудет у нас непрестанно не только на церковном правиле, но и на трапезах с древними, бывшими прежде Царями».
Новый титул позволял занять существенно иную позицию в дипломатических сношениях с Западной Европой. Великокняжеский титул переводился как «великий герцог», титул же «царь» в монархической иерархии стоял наравне с титулом император.
Безоговорочно титул Ивана уже с 1555 года признавался Англией, чуть позже последовала Испания, Дания и Флорентийская республика. В 1576 году император Максимилиан II, желая привлечь Грозного к союзу против Турции, предлагал ему в будущем престол и титул «всходного [восточного] цесаря». Иоанн IV отнёсся совершенно равнодушно к «цесарству греческому», но потребовал немедленного признания себя царём «всея Руси», и император уступил в этом принципиально важном вопросе, тем более, что ещё Максимилиан I титуловал Василия III «Божиею милостью цесарем и обладателем всероссийским и великим князем». Гораздо упорнее оказался папский престол, который отстаивал исключительное право римских пап предоставлять королевский и иные титулы в христианском мире, а с другой стороны, не допускал нарушения принципа «единой империи». В этой непримиримой позиции папский престол находил поддержку у польского короля, отлично понимавшего значение притязаний Москвы. Сигизмунд II Август представил папскому престолу записку, в которой предупреждал, что признание папством за Иваном IV титула «Царя всея Руси» приведёт к отторжению от Польши и Литвы земель, населённых родственными московитам «русинами», и привлечёт на его сторону молдаван и валахов. Со своей стороны Иоанн IV придавал особенное значение признанию его царского титула именно Польско-Литовским государством, но Польша в течение всего XVI века так и не согласилась на его требование. Так, один из преемников Ивана IV — его мнимый сын Лжедимитрий I — использовал титул «цесаря», но Сигизмунд III, который помог ему занять московский престол, официально именовал его просто князем, даже не «великим».

##### О цифровом обозначении в титуле Ивана Грозного
С восшествием на престол в 1740 году младенца-императора Иоанна Антоновича, по отношению к русским царям, носящим имя Иван (Иоанн), ввели цифровое указание. Иван Антонович стал именоваться Иоанном III Антоновичем. Об этом свидетельствуют дошедшие до нас редкие монеты с надписью «Иоанн III Божиею милостию Император и Самодержец Всероссийский».
«Прадед Иоанна III Антоновича получил уточнённый титул Царя Иоанна II Алексеевича всея Руси, а Царь Иван Васильевич Грозный получил уточнённый титул Царь Иван I Васильевич всея Руси». Таким образом, первоначально Ивана Грозного именовали Иоанном Первым.
Цифровая часть титула — IV — впервые была присвоена Ивану Грозному Карамзиным в «Истории государства Российского», так как он начал отсчёт от Ивана Калиты.

### Правление при «Избранной раде»

#### Реформы
С 1549 года вместе с «Избранной радой» (А. Ф. Адашев, митрополит Макарий, А. М. Курбский, протопоп Сильвестр и др.) Иван IV осуществил ряд реформ, направленных на централизацию государства и построение общественных институтов.
В 1549 году созван первый Земский собор с представителями от всех сословий, кроме крестьянства. В России оформилась сословно-представительная монархия.
В 1550 году принят новый судебник, который ввёл единую единицу взимания налогов — большую соху, которая составляла 400—600 десятин земли в зависимости от плодородия почвы и социального положения владельца, и ограничил права холопов и крестьян (были ужесточены правила перехода крестьян).

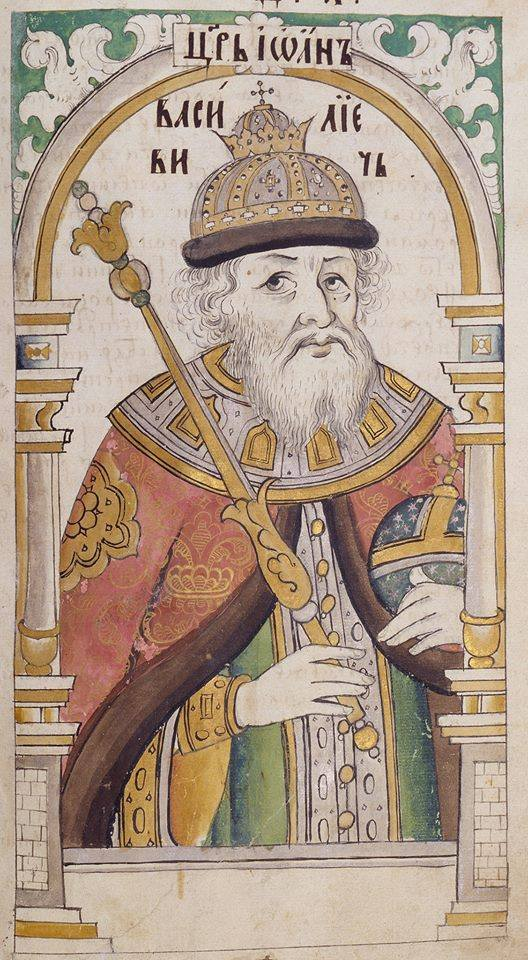
Портрет Ивана Грозного из Титулярника 1690-х гг.

В начале 1550-х годов были проведены земская и губная (начата правительством Елены Глинской) реформы, перераспределившая часть полномочий наместников и волостелей, в том числе судебных, в пользу выборных представителей черносошного крестьянства и дворянства.
В 1550 году «избранная тысяча» московских дворян получила поместья в пределах 60—70 км от Москвы, и было образовано пешее полурегулярное стрелецкое войско, вооружённое огнестрельным оружием. В 1555—1556 годах Иван IV отменил кормления и принял Уложение о службе. Вотчинники стали обязаны оснащать и приводить воинов в зависимости от размера земельных владений наравне с помещиками. Были проведены и другие значительные преобразования в сфере комплектования войск.
При Иване Грозном была сформирована система приказов: Челобитный, Посольский, Поместный, Стрелецкий, Пушкарский, Бронный, Разбойный, Печатный, Сокольничий, Земские приказы, а также четверти: Галицкая, Устюжская, Новая, Казанский приказ. В функции Посольского приказа с 1551 года (72 глава Стоглава «Об искуплении пленных») царём было добавлено осуществление выкупа из Орды пленных подданных (для этого собирался специальный земельный налог — «полоняничные деньги»).
В начале 1560-х годов Иван Васильевич произвёл знаковую реформу государственной сфрагистики. С этого момента в России появляется устойчивый тип государственной печати. Впервые на груди древнего двуглавого орла появляется всадник — герб князей Рюрикова дома, изображавшийся до того отдельно, и всегда с лицевой стороны государственной печати, в то время как изображение орла помещалось на оборотной. Новая печать скрепила договор с Датским королевством от 7 апреля 1562 года.
Стоглавый собор 1551 года, на котором царь, опираясь на нестяжателей, надеялся провести секуляризацию церковных земель, заседал с января-февраля по май. Церковь была вынуждена ответить на 37 вопросов молодого царя (из которых часть обличала беспорядки в святительстве и монастырском управлении, а также в монастырской жизни) и принять компромиссный сборник решений Стоглав, который регулировал церковные вопросы.
При Иване Грозном был запрещён въезд на территорию России еврейских купцов. Когда же в 1550 году польский король Сигизмунд-Август потребовал, чтоб им был дозволен свободный въезд в Россию, Иоанн отказал в таких словах: «в свои государства Жидом никак ездити не велети, занеже в своих государствах лиха никакого видети не хотим, а хотим того, чтобы Бог дал в моих государствах люди мои были в тишине безо всякого смущенья. И ты бы, брат наш, вперёд о Жидех к нам не писал», поскольку они русских людей «от христианства отводили, и отравные зелья в наши земли привозили и пакости многие людям нашим делали».

#### Казанские походы (1547—1552)

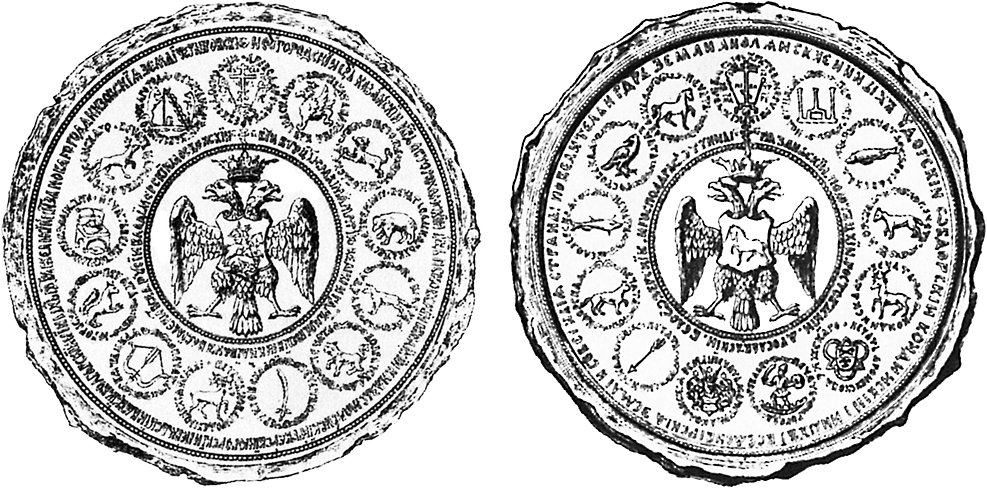
Большая государственная печать Ивана Васильевича (лицевая и оборотная стороны)

В первой половине XVI века, преимущественно в годы правления ханов из крымского рода Гиреев, Казанское ханство вело постоянные войны с Московской Русью. Всего казанские ханы совершили около сорока походов на русские земли, в основном в регионы Нижнего Новгорода, Вятки, Владимира, Костромы, Галича, Мурома, Вологды. «От Крыма и от Казани до полуземли пусто было», — писал царь, описывая последствия нашествий.

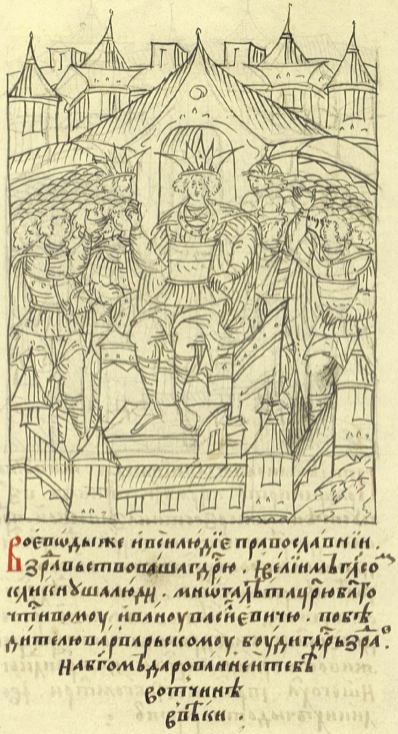
Иван Васильевич на Казанском престоле, Миниатюра Лицевого летописного свода

Историю казанских походов часто отсчитывают от похода, состоявшегося в 1545 году, который «носил характер военной демонстрации и усилил позиции „московской партии“ и др. противников хана Сафа-Гирея». Москва поддержала лояльного Руси касимовского правителя Шах-Али, который, став казанским ханом, одобрил проект унии с Москвой. Но в 1546 году Шах-Али был изгнан казанской знатью, которая возвела на трон хана Сафа-Гирея из враждебно настроенной к Руси династии. После этого было решено перейти к активным действиям и устранить угрозу, исходящую от Казани. «Начиная с этого момента,— указывает историк, — Москва выдвинула план окончательного сокрушения Казанского ханства».
Всего Иван IV возглавил три похода на Казань. Во время первого (зима 1547/1548 года) из-за ранней оттепели в 15 верстах от Нижнего Новгорода под лёд на Волге ушла осадная артиллерия, и дошедшие до Казани войска простояли под ней всего 7 дней. Второй поход (осень 1549 — весна 1550) последовал за известием о смерти Сафа-Гирея, также не привёл к взятию Казани, но была построена крепость Свияжск, послужившая опорным пунктом для русского войска во время следующего похода.
Третий поход (июнь—октябрь 1552 года) завершился взятием Казани. В походе участвовало 150-тысячное русское войско, вооружение включало 150 пушек. Казанский кремль был взят штурмом. Хан Едигер-Магмет был захвачен русскими воеводами. Летописец зафиксировал: «На себя же государь не велел имати ни единыя медницы (то есть ни единого гроша), ни плену, токмо единого царя Едигер-Магмета и знамёна царские да пушки градские». И. И. Смирнов считает, что «Казанский поход 1552 года и блестящая победа Ивана IV над Казанью не только означали крупный внешнеполитический успех русского государства, но и способствовали укреплению власти царя». Почти одновременно с началом похода в июне 1552 года крымский хан Девлет I Гирей совершил поход к Туле.

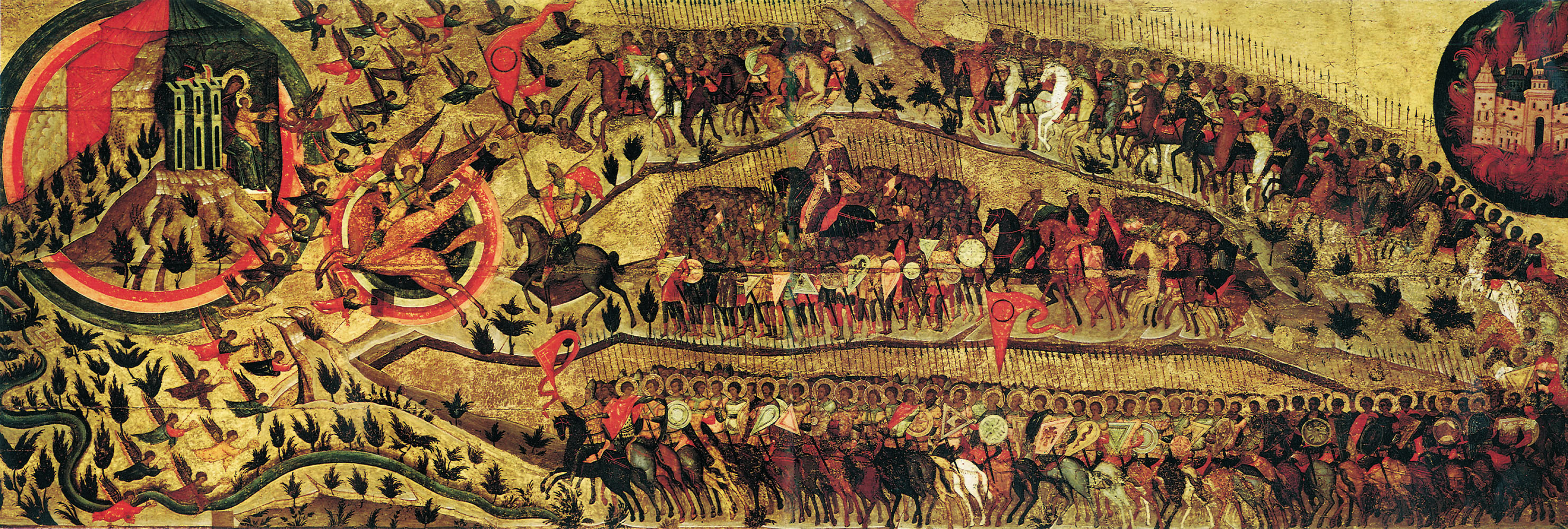
Икона «Благословенно воинство Небесного Царя», написанная в память Казанского похода 1552 года

В побеждённой Казани царь назначил князя Александра Горбатого-Шуйского казанским наместником, а князя Василия Серебряного его помощником.
После учреждения в Казани архиерейской кафедры, царь и церковный собор по жребию избрали на неё игумена Гурия в сане архиепископа. Гурий получил от царя указание обращать казанцев в православие исключительно по собственному желанию каждого человека, но «к сожалению, не везде держались таких благоразумных мер: нетерпимость века брала своё…».
С первых шагов по покорению и освоению Поволжья царь стал приглашать к себе на службу всю казанскую знать, согласившуюся ему присягнуть, послав «по всем улусам чёрным людям ясачным жалованные грамоты опасные, чтобы шли к государю не бояся ничего; а кто лихо чинил, тому Бог мстил; а их государь пожалует, а они бы ясаки платили, якоже и прежним казаньским царём». Такой характер политики не только не требовал сохранения в Казани основных военных сил Русского государства, но, напротив, делал естественным и целесообразным торжественное возвращение Ивана в столицу. Во время Ливонской войны мусульманские области Поволжья стали поставлять русскому войску «множае треюдесять тысящь бранных», хорошо подготовленных к наступлению.
Сразу после взятия Казани, в январе 1555 года, послы сибирского хана Едигера просили царя, чтобы он «всю землю Сибирскую взял под своё имя и от сторон ото всех заступил (защитил) и дань свою на них положил и человека своего прислал, кому дань собирать».

#### Астраханские походы (1554—1556)

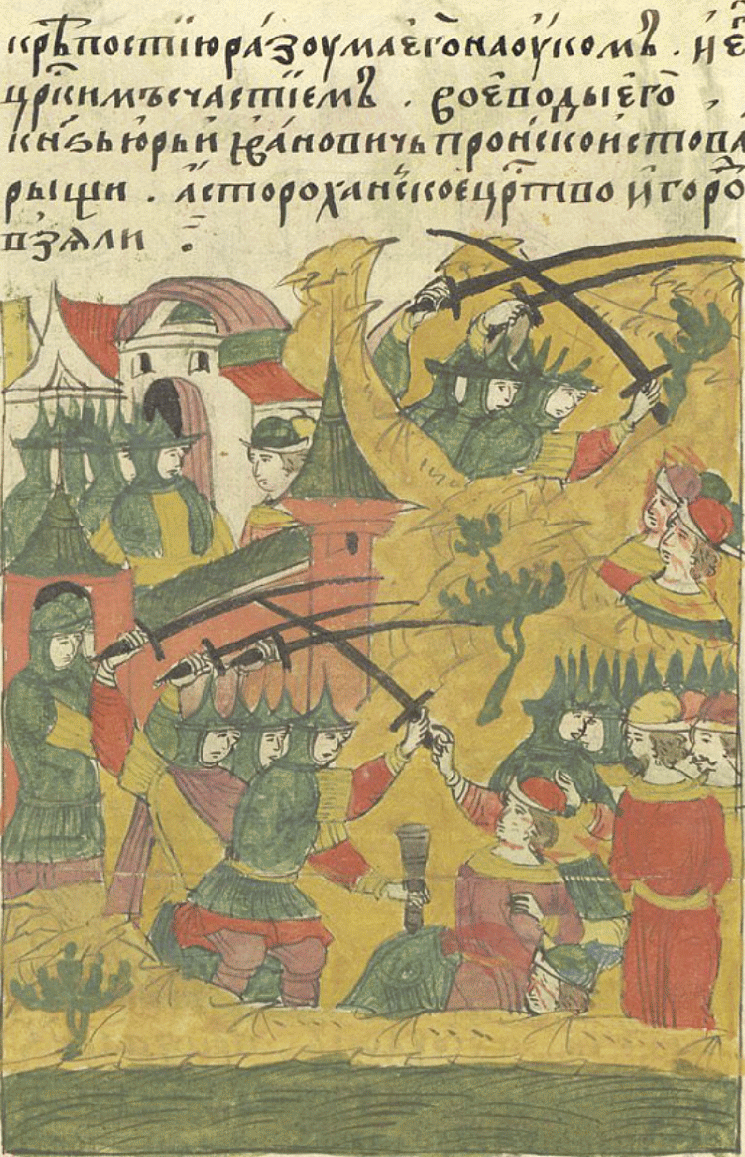
Взятие Астрахани русскими войсками. 1554 год

В начале 1550-х годов Астраханское ханство являлось союзником крымского хана, контролируя нижнее течение Волги. До окончательного подчинения Астраханского ханства при Иване IV было совершено два похода.
Поход 1554 года был совершён под командованием воеводы князя Юрия Пронского-Шемякина. В сражении у Чёрного острова русское войско разбило головной астраханский отряд, а Астрахань была взята без боя. В итоге к власти был приведён хан Дервиш-Али, обещавший поддержку Москве.
Поход 1556 года был связан с тем, что хан Дервиш-Али перешёл на сторону Крымского ханства и Османской империи. Поход возглавил воевода Иван Черемисинов. Сначала донские казаки отряда атамана Ляпуна Филимонова нанесли поражение ханскому войску под Астраханью, после чего в июле Астрахань вновь взята без боя. В результате этого похода Астраханское ханство было подчинено Русскому царству.
В 1556 году разрушена столица Золотой Орды Сара́й-Бату́.
После покорения Астрахани русское влияние стало простираться до Кавказа. В 1559 году князья Пятигорские и Черкасские просили Ивана IV прислать им отряд для защиты против набегов крымских татар и священников для поддержания веры; царь послал им двух воевод и священников, которые обновили павшие древние церкви, а в Кабарде проявили широкую миссионерскую деятельность, крестив многих в православие.

#### Война со Швецией (1554—1557)

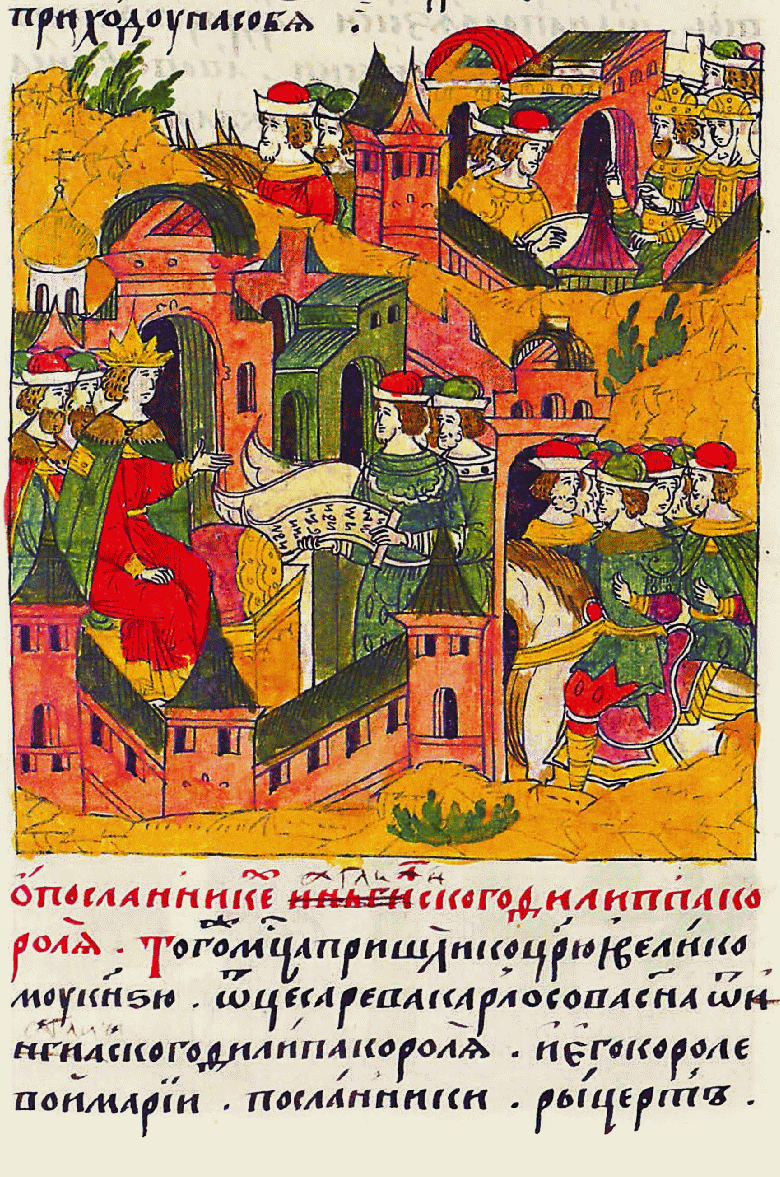
Приём Ченслора в Москве Иваном IV. Миниатюра Лицевого летописного свода

В годы правления Ивана Грозного были установлены торговые отношения России с Англией через Белое море и Северный Ледовитый океан, сильно ударившие по экономическим интересам Швеции, получавшей немалые доходы от транзитной русско-европейской торговли. В 1553 году экспедиция английского мореплавателя Ричарда Ченслера обогнула Кольский полуостров, вошла в Белое море и бросила якорь к западу от Николо-Корельского монастыря напротив селения Нёнокса. Получив весть о появлении англичан в пределах своей страны, Иван IV пожелал встретиться с Ченслером, который, преодолев около 1000 км, с почестями прибыл в Москву. Вскоре после этой экспедиции в Лондоне была основана «Московская компания», получившая впоследствии монопольные торговые права от царя Ивана.
Шведский король Густав I Васа после неудачной попытки создать антироссийский союз, в составе которого находились бы Великое княжество Литовское, Ливония и Дания, решил действовать самостоятельно.
Первым мотивом на объявление войны Швеции был захват русских купцов в Стокгольме. 10 сентября 1555 года шведский адмирал Якоб Багге с 10-тысячным войском осадил Орешек, попытки шведов развить наступление на Новгород были пресечены сторожевым полком под командованием Шереметева. 20 января 1556 года 20—25-тысячное русское войско разбило шведов у Кивинебба и осадило Выборг, но не смогло его взять.
В июле 1556 года Густав I выступил с предложением о мире, которое было принято Иваном IV. 25 марта 1557 года было заключено Второе Новгородское перемирие на сорок лет, которое восстановило границу, определённую ещё Ореховским мирным договором от 1323 года, и утвердило обычай дипломатических сношений через новгородского наместника.

#### Начало Ливонской войны

##### Причины войны

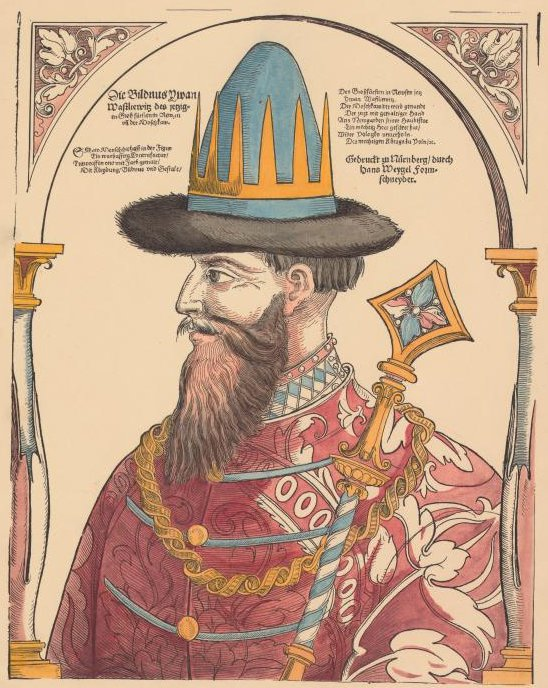
Иван IV Васильевич. Х. Вайгель. Гравюра. Фрагмент. Нюрнберг, вторая половина XVI века

В 1547 году царь поручил саксонцу Шлитте привезти ремесленников, художников, лекарей, аптекарей, типографщиков, людей, искусных в древних и новых языках, даже теологов. Однако после протестов Ливонии сенат ганзейского города Любека арестовал Шлитте и его людей (см. Дело Шлитте).
В 1554 году Иван IV потребовал от Ливонской конфедерации возврата недоимок по установленной ещё договором 1503 года «юрьевской дани», отказа от военных союзов с Великим княжеством Литовским и Швецией и продолжения перемирия. Первая выплата долга за Дерпт должна была состояться в 1557 году, однако Ливонская конфедерация не выполнила своё обязательство.
Весной 1557 года на берегу Нарвы по приказу Ивана был поставлен порт: «Того же года, Июля, поставлен город от Немец усть-Наровы-реки Розсене у моря для пристанища морского корабельного», «Того же года, Апреля, послал царь и Великий князь окольничего князя Дмитрия Семёновича Шастунова да Петра Петровича Головина да Ивана Выродкова на Ивангород, а велел на Нарове ниже Ивангорода на устье на морском город поставить для корабленного пристанища…» Однако Ганзейский союз и Ливония не пропускали европейских купцов в новый русский порт, и те продолжали ходить, как и прежде, в Ревель, Нарву и Ригу.
Посвольский договор, заключённый 15 сентября 1557 года между Великим княжеством Литовским и Орденом, создал угрозу установления литовской власти в Ливонии. Согласованная позиция Ганзы и Ливонии по недопущению Москвы к самостоятельной морской торговле на Балтике привела царя Ивана к решению начать борьбу за подчинение Ливонии.

##### Разгром Ливонского ордена
В январе 1558 года Иван IV начал Ливонскую войну за овладение побережьем Балтийского моря. Первоначально военные действия развивались успешно. Русская армия вела активные наступательные действия в Прибалтике, взяла Нарву, Дерпт, Нейшлосс, Нейгауз, разбила орденские войска у Тирзена под Ригой. Весной и летом 1558 русские овладели всей восточной частью Эстонии, а к весне 1559 года армия Ливонского ордена была окончательно разгромлена, а сам Орден фактически перестал существовать. По указанию Алексея Адашева русские воеводы приняли предложение о перемирии, исходящее от Дании, которое длилось с марта по ноябрь 1559, и начали сепаратные переговоры с ливонскими городскими кругами о замирении Ливонии в обмен на некоторые уступки в торговле со стороны немецких городов. В это время земли Ордена переходят под покровительство Польши, Литвы, Швеции и Дании.
В 1560 году на съезде имперских депутатов Германии Альберт Мекленбургский доложил: «Московский тиран принимается строить флот на Балтийском море: в Нарве он превращает торговые суда, принадлежащие городу Любеку, в военные корабли и передаёт управление ими испанским, английским и немецким командирам». Съезд постановил обратиться к Москве с торжественным посольством, к которому привлечь Испанию, Данию и Англию, предложить восточной державе вечный мир и остановить её завоевания.

Выступление Грозного в борьбе за Балтийское поморье... поразило среднюю Европу. В Германии «московиты» представлялись страшным врагом; опасность их нашествия расписывалась не только в официальных сношениях властей, но и в обширной летучей литературе листовок и брошюр. Принимались меры к тому, чтобы не допустить ни московитов к морю, ни европейцев в Москву и, разобщив Москву с центрами европейской культуры, воспрепятствовать её политическому усилению. В этой агитации против Москвы и Грозного измышлялось много недостоверного о московских нравах и деспотизме Грозного...
— Платонов С. Ф. Лекции по русской истории…

##### Походы против Крымского ханства

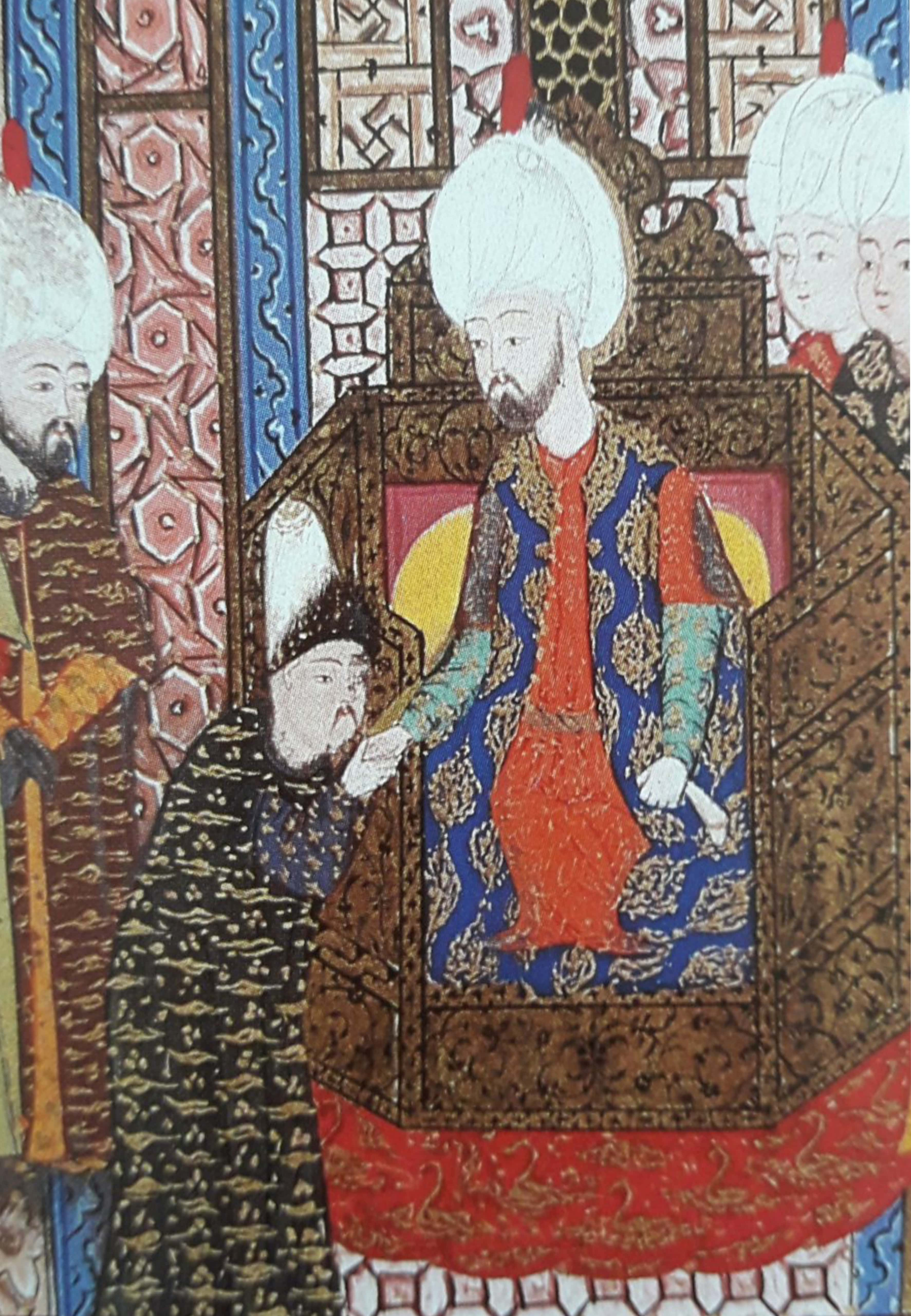
Сулейман I и Девлет Герай

Крымские ханы династии Гиреев с конца XV века были вассалами Османской империи, проводившей активную экспансию в Европе. Часть московской аристократии и римский папа настойчиво требовали от Ивана Грозного вступить в борьбу с турецким султаном Сулейманом Первым.
Одновременно с началом русского наступления в Ливонии крымская конница совершила набег на Русское царство, несколько тысяч крымцев прорвались в окрестности Тулы и Пронска, и Р. Г. Скрынников подчёркивает, что русское правительство в лице Адашева и Висковатого «должно было заключить перемирие на западных рубежах», поскольку готовилось к «решительному столкновению на южной границе». Царь уступил требованиям оппозиционной аристократии о походе на Крым: «мужи храбрые и мужественные советовали и стужали, да подвижется сам (Иван) с своею главою, со великими войсками на Перекопского хана».
В 1558 году войско князя Дмитрия Вишневецкого одержало победу над крымским войском у Азова, а в 1559 году войско под командованием Даниила Адашева совершило поход на Крым, разорив крупный крымский порт Гёзлёв (ныне — Евпатория) и освободив многих русских пленников. Иван Грозный предложил союз польскому королю Сигизмунду II против Крыма, но тот, напротив, склонился к союзу с ханством.

##### Падение «Избранной рады». Война с Великим княжеством Литовским
31 августа 1559 года магистр Ливонского ордена Готхард Кетлер и король Польши и Литвы Сигизмунд II Август заключили Виленский договор о вступлении Ливонии под протекторат Литвы, который был дополнен 15 сентября договором о военной помощи Ливонии Польшей и Литвой. Эта дипломатическая акция послужила важным рубежом в ходе и развитии Ливонской войны: война России с Ливонией превратилась в борьбу государств Восточной Европы за ливонское наследство.
В январе 1560 года армия под командованием князей Шуйского, Серебряного и Мстиславского взяла крепость Мариенбург (Алуксне). 30 августа русская армия под командованием Курбского взяла резиденцию магистра — замок Феллин. Очевидец писал: «Угнетённый эст скорее согласен подчиниться русскому, чем немцу». По всей Эстонии крестьяне восстали против немецких баронов. Возникла возможность быстрого завершения войны. Однако воеводы царя не пошли на захват Ревеля и потерпели неудачу в осаде Вейсенштейна. В Феллин был назначен Алексей Адашев (воеводой большого полка), однако он, будучи худородным, погряз в местнических спорах со стоявшими выше его воеводами, попал в опалу, вскоре был взят под стражу в Дерпте и там умер от горячки. В связи с этим покинул двор и постригся в монастырь Сильвестр, а с тем пали и их более мелкие приближённые — Избранной раде настал конец.
Осенью 1561 года была заключена Виленская уния об образовании на территории Ливонии герцогства Курляндия и Семигалия и переходе прочих земель в состав Великого княжества Литовского.
В январе-феврале 1563 года взят Полоцк. Здесь по приказу Грозного был утоплен в проруби Фома, проповедник реформационных идей и сподвижник Феодосия Косого. Скрынников считает, что расправу над полоцкими евреями поддержал сопровождавший царя игумен Иосифо-Волоколамского монастыря Леонид. Также по царскому приказу татары, принимавшие участие в военных действиях, перебили бывших в Полоцке бернардинских монахов. Религиозный элемент в покорении Иваном Грозным Полоцка отмечает также Хорошкевич.
28 января 1564 года полоцкая армия П. И. Шуйского, двигаясь в сторону Минска и Новогрудка, неожиданно попала в засаду и была наголову разбита войсками Н. Радзивилла. Грозный немедленно обвинил в предательстве воевод М. Репнина и Ю. Кашина (героев взятия Полоцка) и велел убить их. Курбский в связи с этим укорял царя, что он пролил победоносную, святую кровь воевод «во церквах Божиих»[уточнить]. Несколькими месяцами спустя в ответ на обвинения Курбского Грозный прямо писал о совершённом боярами преступлении.

### Период опричнины (1565—1572)

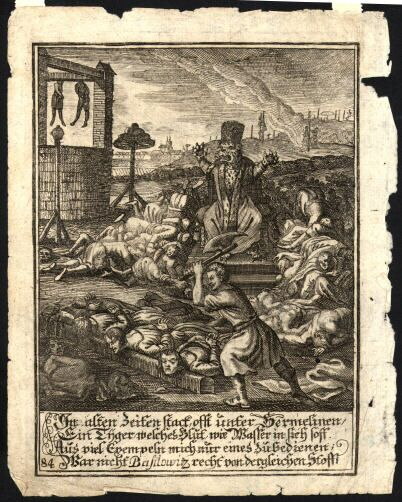
Аллегория тиранического правления Ивана Грозного (Германия. Первая половина XVIII века). Картинка из немецкого еженедельника Давида Фассмана «Разговоры в царстве мёртвых»

#### Причины введения опричнины
По мнению советских историков А. А. Зимина и А. Л. Хорошкевич, причина разрыва Ивана Грозного с «Избранной радой» состояла в том, что программа последней оказалась исчерпанной. В частности, была дана «неосмотрительная передышка» Ливонии, в результате чего в войну втянулось несколько европейских государств. Кроме того, царь не был согласен с идеями деятелей «Избранной рады» (в особенности, Адашева) о приоритетности завоевания Крыма по сравнению с военными действиями на Западе. Наконец, «Адашев проявил излишнюю самостоятельность во внешнеполитических сношениях с литовскими представителями в 1559 году» и в итоге был отправлен в отставку. Подобные мнения о причинах разрыва Ивана с «Избранной радой» разделяют далеко не все историки. Так, Николай Костомаров видит истинную подоплёку конфликта в отрицательных особенностях характера Ивана Грозного, а деятельность «Избранной рады», напротив, оценивает весьма высоко. В. Б. Кобрин также полагал, что личность царя сыграла здесь решающую роль, однако в то же самое время увязывает поведение Ивана с его приверженностью программе ускоренной централизации страны, противостоящей идеологии постепенных перемен «Избранной рады». Историки считают, что выбор первого пути обусловлен личным характером Ивана Грозного, не желавшего слушать людей, не согласных с его политикой. Таким образом, после 1560 года Иван встал на путь ужесточения власти, который привёл его к репрессивным мерам.
По мнению Р. Г. Скрынникова, знать легко бы простила Грозному отставку его советников Адашева и Сильвестра, но она не желала мириться с покушением на прерогативы боярской Думы. Идеолог боярства Курбский самым решительным образом протестовал против ущемления привилегий знати и передачи функций управления в руки приказных (дьяков): «писарям русским князь великий зело верит, а избирает их ни от шляхетского роду, ни от благородна, но паче от поповичей или от простого всенародства, а то ненавидячи творит вельмож своих».
Новые недовольства князей, считает Скрынников, вызвал царский указ от 15 января 1562 года об ограничении их вотчинных прав, ещё больше, чем прежде, уравнивавший их с поместным дворянством.
В начале декабря 1564 года, согласно исследованиям Шокарева, была предпринята попытка вооружённого мятежа против царя, в которой принимали участие западные силы: «Многие знатные вельможи собрали в Литве и в Польше немалую партию и хотели с оружием идти против царя своего».

#### Учреждение опричнины

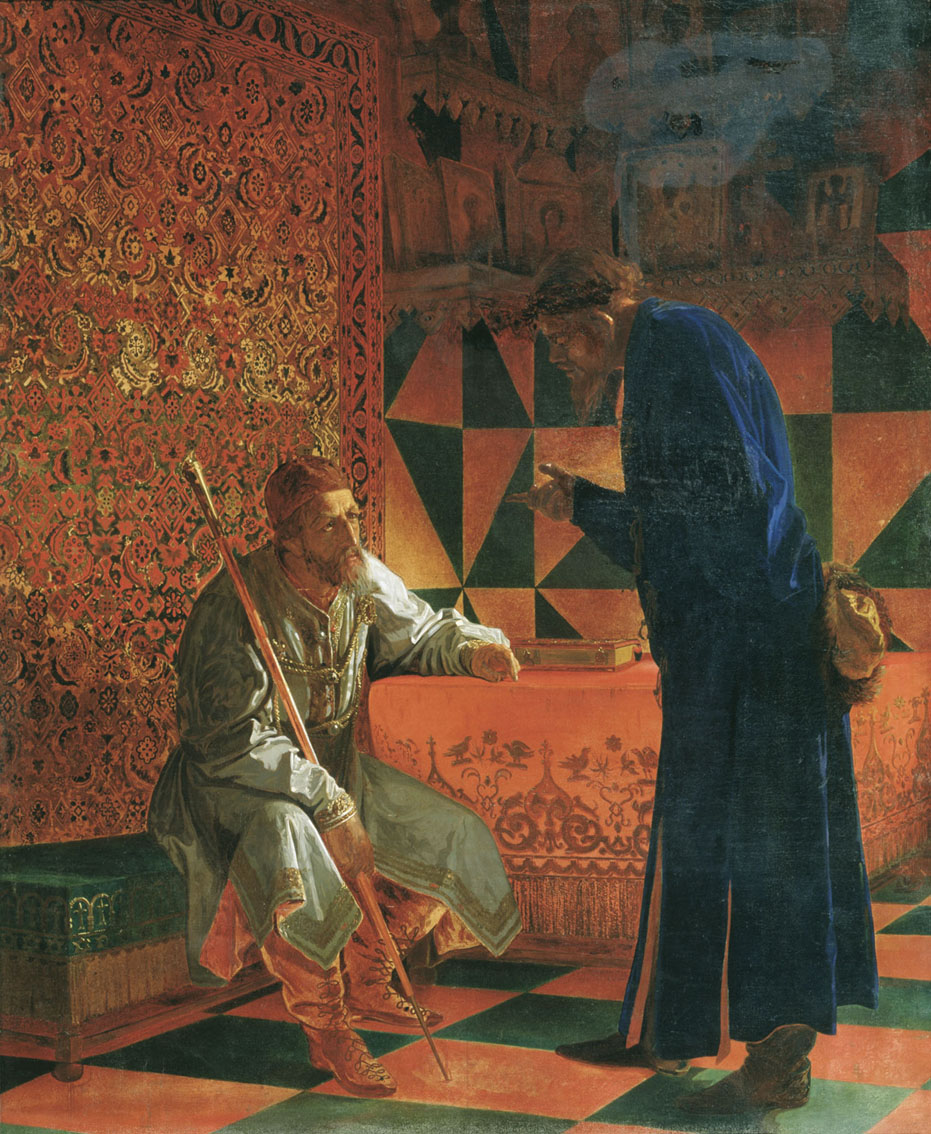
Григорий Седов. «Иван Грозный и Малюта Скуратов». 1871

В 1565 году Грозный объявил о введении в стране Опричнины. Страна делилась на две части: «Государеву светлость Опричнину» и земщину. В Опричнину попали, в основном, северо-восточные русские земли, где было мало бояр-вотчинников. Центром Опричнины стала Александровская слобода — новая резиденция Ивана Грозного, откуда 3 января 1565 года гонцом Константином Поливановым была доставлена грамота духовенству, боярской Думе и народу об отречении царя от престола. Хотя Веселовский считает, что Грозный не заявлял о своём отказе от власти, но перспектива ухода государя и наступления «безгосударного времени», когда вельможи могут снова заставить городских торговцев и ремесленников всё делать для них даром, не могла не взволновать московских горожан.
Первыми жертвами опричнины стали виднейшие бояре: первый воевода в Казанском походе А. Б. Горбатый-Шуйский с сыном Петром, его шурин Пётр Ховрин, окольничий П. Головин (чей род традиционно занимал должности московских казначеев), П. И. Горенский-Оболенский (младший брат его, Юрий, успел спастись в Литве), князь Дмитрий Шевырёв, С. Лобан-Ростовский и др.[уточнить] С помощью опричников, которые были освобождены от судебной ответственности, Иван IV насильственно конфисковывал боярские и княжеские вотчины, передавая их дворянам-опричникам. Самим боярам и князьям предоставлялись поместья в других областях страны, например, в Поволжье.
Указ о введении Опричнины был утверждён высшими органами духовной и светской власти — Освящённым собором и Боярской Думой. Также есть мнение, что этот указ подтвердил своим решением Земский собор. Но значительная часть земщины протестовала против опричнины, так в 1566 году около 300 знатных лиц земщины подали челобитную об отмене опричнины; из челобитников 50 подвергли торговой казни, нескольким урезали языки, трёх обезглавили.

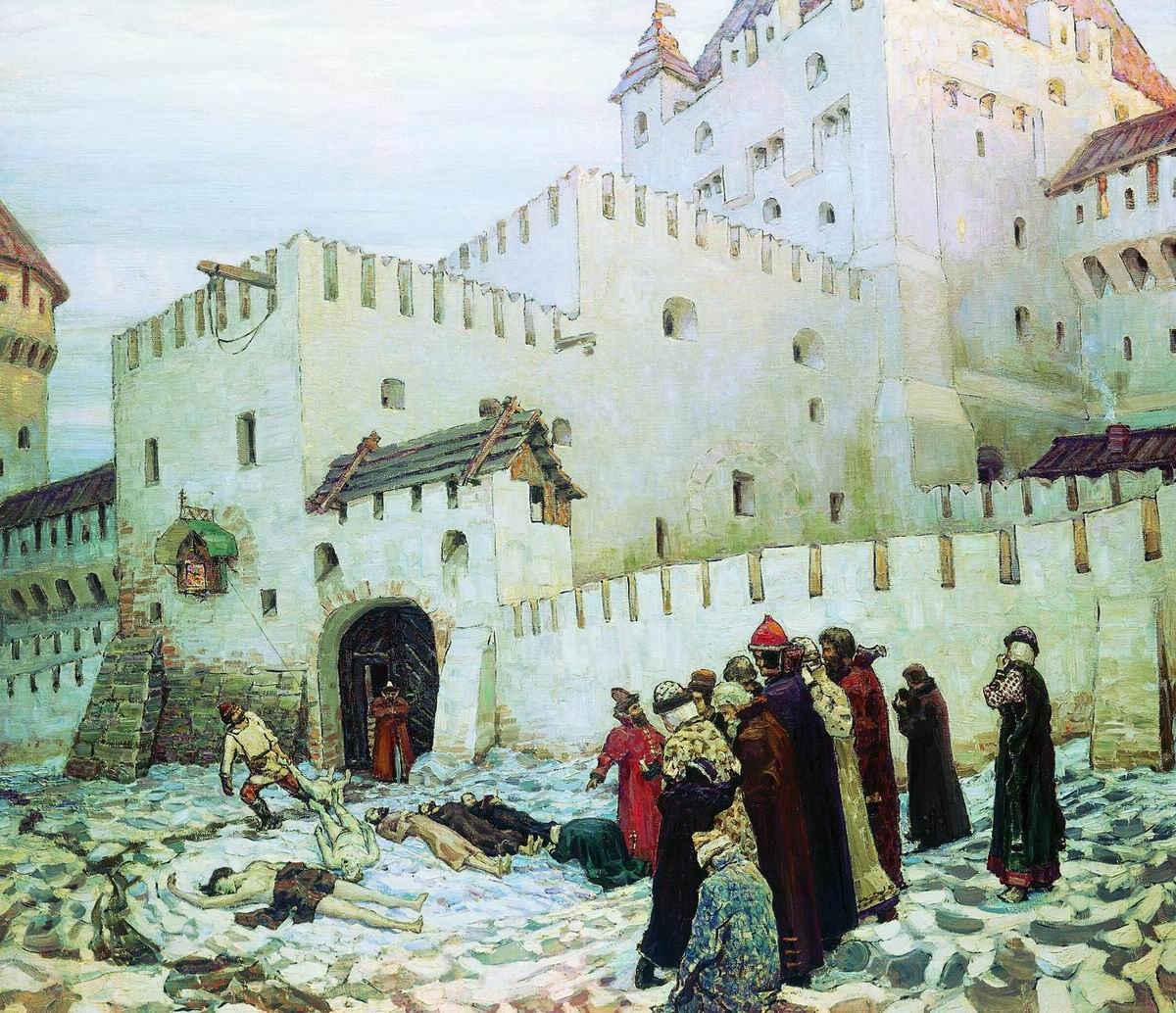
Аполлинарий Васнецов. «Московский застенок. Конец XVI века (Константино-Еленинские ворота московского застенка на рубеже XVI и XVII веков)», 1912 год

К посвящению в сан митрополита Филиппа, произошедшему 25 июля 1566 года, была подготовлена и подписана грамота, согласно которой Филипп обещал «в опричнину и царский обиход не вступаться и, по поставлении, из-за опричнины… митрополии не оставлять». По версии Р. Г. Скрынникова, благодаря вмешательству Филиппа были выпущены из тюрьмы многие челобитники Собора 1566 года. 22 марта 1568 года в Успенском соборе Филипп отказался благословить царя и потребовал отменить опричнину. В ответ опричники насмерть забили железными палками слуг митрополита, затем против митрополита был возбуждён процесс в церковном суде. Филипп был извергнут из сана и сослан в Тверской Отроч монастырь.
Будучи опричным «игуменом», царь исполнял ряд монашеских обязанностей. Так, в полночь все вставали на полунощницу, в четыре утра — к заутрене, в восемь начиналась обедня. Царь показывал пример благочестия: сам звонил к заутрене, пел на клиросе, усердно молился, а во время общей трапезы читал вслух Священное Писание. В целом, богослужение занимало около 9 часов в день. При этом есть свидетельства, что приказы о казнях и пытках отдавались нередко в церкви. Историк Г. П. Федотов считает, что «не отрицая покаянных настроений царя, нельзя не видеть, что он умел в налаженных бытовых формах совмещать зверство с церковной набожностью, оскверняя самую идею православного царства».
В 1569 году умер двоюродный брат царя князь Владимир Андреевич Старицкий (предположительно, по слухам, по приказу царя ему принесли чашу с отравленным вином и приказанием, чтобы вино выпили сам Владимир Андреевич, его жена и их старшая дочь). Несколько позднее была убита и мать Владимира Андреевича, Ефросинья Старицкая, неоднократно встававшая во главе боярских заговоров против Иоанна IV и неоднократно помилованная им же.

#### Поход на Новгород

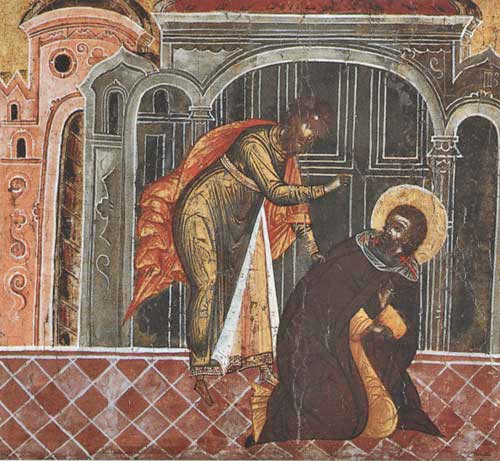
Убийство митрополита Филиппа Малютой Скуратовым, клеймо XVII в.

В декабре 1569 года, подозревая новгородскую знать в соучастии в «заговоре» недавно убитого по его приказу князя Владимира Андреевича Старицкого и одновременно в намерении передаться польскому королю, Иван в сопровождении большого войска опричников выступил в поход против Новгорода. Двинувшись на Новгород осенью 1569 года, опричники устроили массовые убийства и грабежи в Твери, Клину, Торжке и других встречных городах.

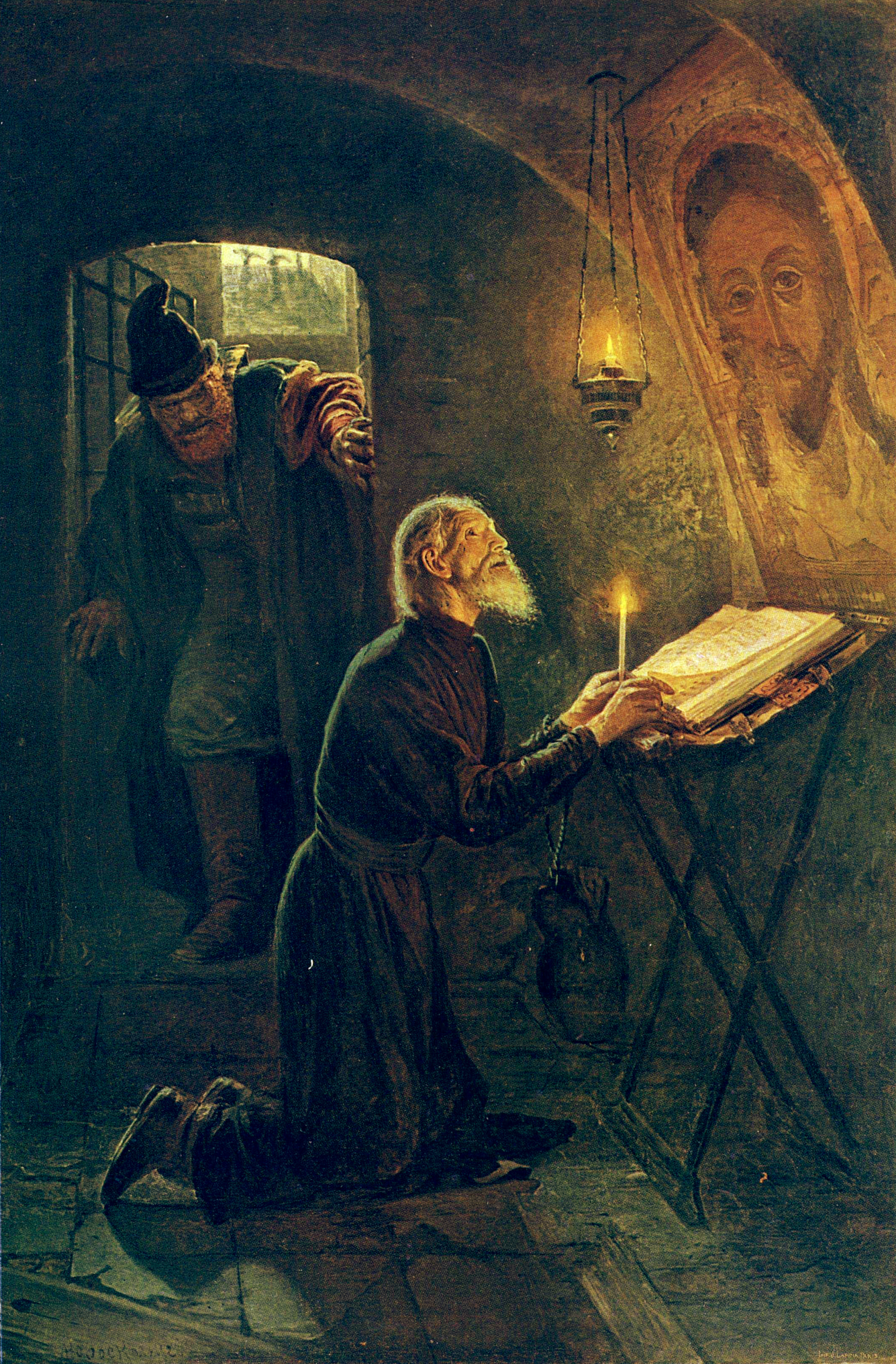
Александр Новоскольцев. «Последние минуты митрополита Филиппа». 1889

В Тверском Отрочем монастыре в декабре 1569 года Малюта Скуратов лично задушил митрополита Филиппа, отказавшегося благословить поход на Новгород. Род Колычёвых, к которому принадлежал Филипп, подвергся преследованию; некоторые из его членов были казнены по приказу Ивана.
2 января 1570 года боевые отряды окружили город, сотни священников были посажены под арест, монастыри взяты под полный контроль. Через четыре дня сюда приехал уже сам царь. Он отстоял службу в Софийском соборе и потом приказал начать репрессии. Опричники стали мародёрствовать во всем городе и его окрестностях. Согласно летописи, каратели никого не жалели, взрослых и детей пытали, избивали, а потом сбрасывали прямо в реку Волхов. Если кто выживал, то того заталкивали под лёд палками. По разным данным, погибло от 2 до 10 тысяч человек.
Расправившись с Новгородом, царь выступил на Псков. Царь ограничился только казнью нескольких псковичей и грабежом их имущества. В то время, как гласит предание, Грозный гостил у одного псковского юродивого (некоего Николы Салоса). Когда пришло время обеда, Никола протянул Грозному кусок сырого мяса со словами: «На, съешь, ты же питаешься мясом человеческим», а после — грозил Ивану многими бедами, если тот не пощадит жителей. Грозный, ослушавшись, приказал снять колокола с одного псковского монастыря. В тот же час пал под царём его лучший конь, что произвело впечатление на Ивана. Царь поспешно покинул Псков и вернулся в Москву, где начался «розыск» о новгородской измене, проводившийся на протяжении 1570 года, причём к делу были привлечены и многие видные опричники.

#### Русско-крымская война (1571—1572)

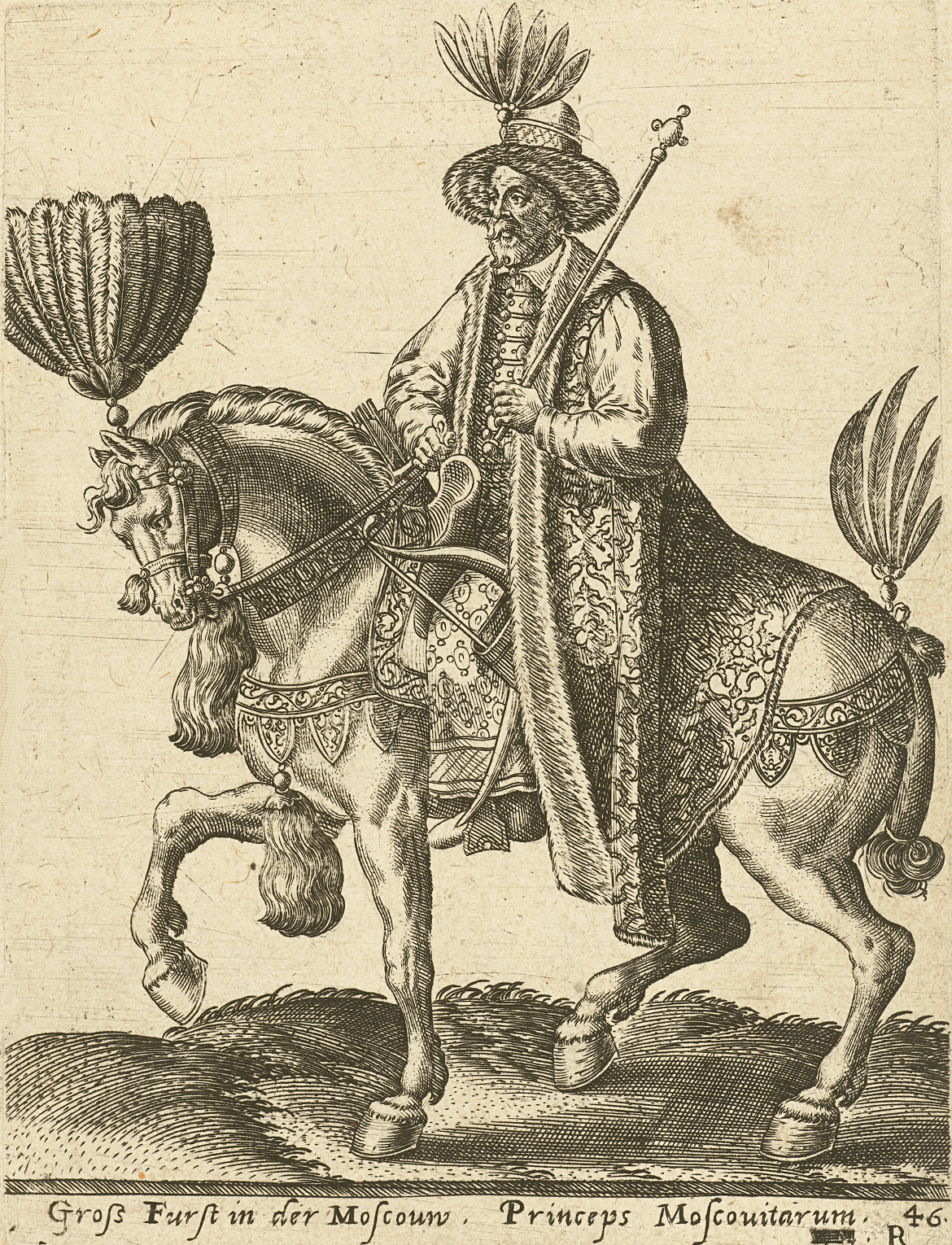
Великий князь в Москве, Авраам де Брейн (1578)

В 1563 и 1569 годах вместе с турецкими войсками Девлет I Гирей совершил два безуспешных похода на Астрахань. Во втором походе участвовал и турецкий флот, также турки планировали построить канал между Волгой и Доном для усиления своего влияния на Каспии, но поход закончился безрезультатной 10-дневной осадой Астрахани. Девлет I Гирей, недовольный усилением Турции в этом регионе, также скрытно мешал походу.
Начиная с 1567 года активность Крымского ханства стала нарастать, походы совершались каждый год. В 1570 году крымцы, почти не получив отпора, подвергли страшному опустошению район Рязани.
В 1571 году Девлет Гирей предпринял поход на Москву. Обманув русскую разведку, хан перешёл Оку под Кромами, а не у Серпухова, где его ожидало царское войско, и устремился к Москве. Иван уехал в Ростов, а крымцы подожгли не защищённые Кремлём и Китай-городом предместья столицы. В последовавшей затем переписке царь согласился уступить хану Астрахань, но тот не удовлетворялся этим, требуя Казань и 2000 рублей, а затем и заявил о своих планах захватить всё Русское государство.

Девлет Гирей писал Ивану:
Жгу и пустошу все из-за Казани и Астрахани, а всего света богатство применяю к праху, надеясь на величество божие. Я пришёл на тебя, город твой сжёг, хотел венца твоего и головы; но ты не пришёл и против нас не стал, а ещё хвалишься, что-де я московский государь! Были бы в тебе стыд и дородство, так ты б пришёл против нас и стоял.
Ошеломлённый разгромом Иван Грозный в ответном послании ответил, что согласен передать под крымский контроль Астрахань, но Казань вернуть Гиреям отказался:
Ты в грамоте пишешь о войне, и если я об этом же стану писать, то к доброму делу не придём. Если ты сердишься за отказ к Казани и Астрахани, то мы Астрахань хотим тебе уступить, только теперь скоро этому делу статься нельзя: для него должны быть у нас твои послы, а гонцами такого великого дела сделать невозможно; до тех бы пор ты пожаловал, дал сроки и земли нашей не воевал
К татарским послам Иван вышел в сермяге, сказав им: «Видишь меня, в чём я? Так меня царь (хан) зделал! Все моё царство выпленил и казну пожёг, дати мне нечево царю».
В 1572 году хан начал новый поход на Москву, закончившийся уничтожением крымско-турецкого войска в битве при Молодях. Гибель отборной турецкой армии под Астраханью в 1569 году и разгром крымской орды под Москвой в 1572 году положили предел турецко-татарской экспансии в Восточной Европе.
Существует версия, основанная на «Истории» князя Андрея Курбского, по которой победитель при Молодях, Воротынский, уже в следующем году был по доносу холопа обвинён в намерении околдовать царя и умер от пыток, причём во время пыток сам царь своим посохом подгребал угли.

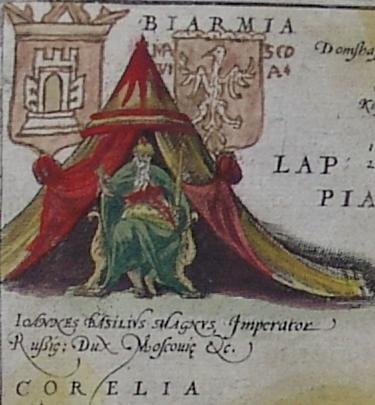
Иоанн Васильевич Великий, император Русии, князь Московии. С карты Абрахама Ортелия 1574 года

#### Бегство царя из Москвы
Источники сообщают разные версии о бегстве царя. Большинство их сходится на том, что царь направлялся к Ярославлю, но дошёл только до Ростова. В известии о набеге Девлет-Гирея, произошедшем в апреле — мае 1571 года, записки Горсея достаточно точно, судя по другим источникам, передают канву событий, начиная с сожжения Москвы.

#### Конец опричнины
В 1571 году на Русь вторгся крымский хан Девлет-Гирей. Согласно В. Б. Кобрину, разложившаяся опричнина при этом продемонстрировала полную небоеспособность: привыкшие к грабежам мирного населения опричники просто не явились на войну, так что их набралось только на один полк (против пяти земских полков). Москва была сожжена. В результате, во время нового нашествия в 1572 году, опричное войско было уже объединено с земским; в том же году царь вообще отменил опричнину и запретил само её название, хотя фактически под именем «государева двора» опричнина просуществовала до его смерти.
Неудачные действия против Девлет-Гирея в 1571 году привели к окончательному уничтожению опричной верхушки первого состава: глава опричной думы, царский шурин М. Черкасский (Салтанкул-мурза) «за намеренное подведение царя под татарский удар» был посажен на кол; ясельничий П. Зайцев повешен на воротах собственного дома; казнены были также опричные бояре И. Чёботов, И. Воронцов, дворецкий Л. Салтыков, кравчий Ф. Салтыков и многие другие. Причём расправы не утихли даже после битвы при Молодях — отмечая победу в Новгороде, царь топил в Волхове «детей боярских», после чего был введён запрет на само имя опричнины. Тогда же Иван Грозный обрушил репрессии на тех, кто помогал ему прежде расправиться с митрополитом Филиппом: соловецкий игумен Паисий был заточён на Валааме, рязанский епископ Филофей лишён сана, а пристав Стефан Кобылин, надзиравший за митрополитом в Отроче монастыре, был сослан в далёкий монастырь Каменного острова.

#### Международные отношения в период опричнины

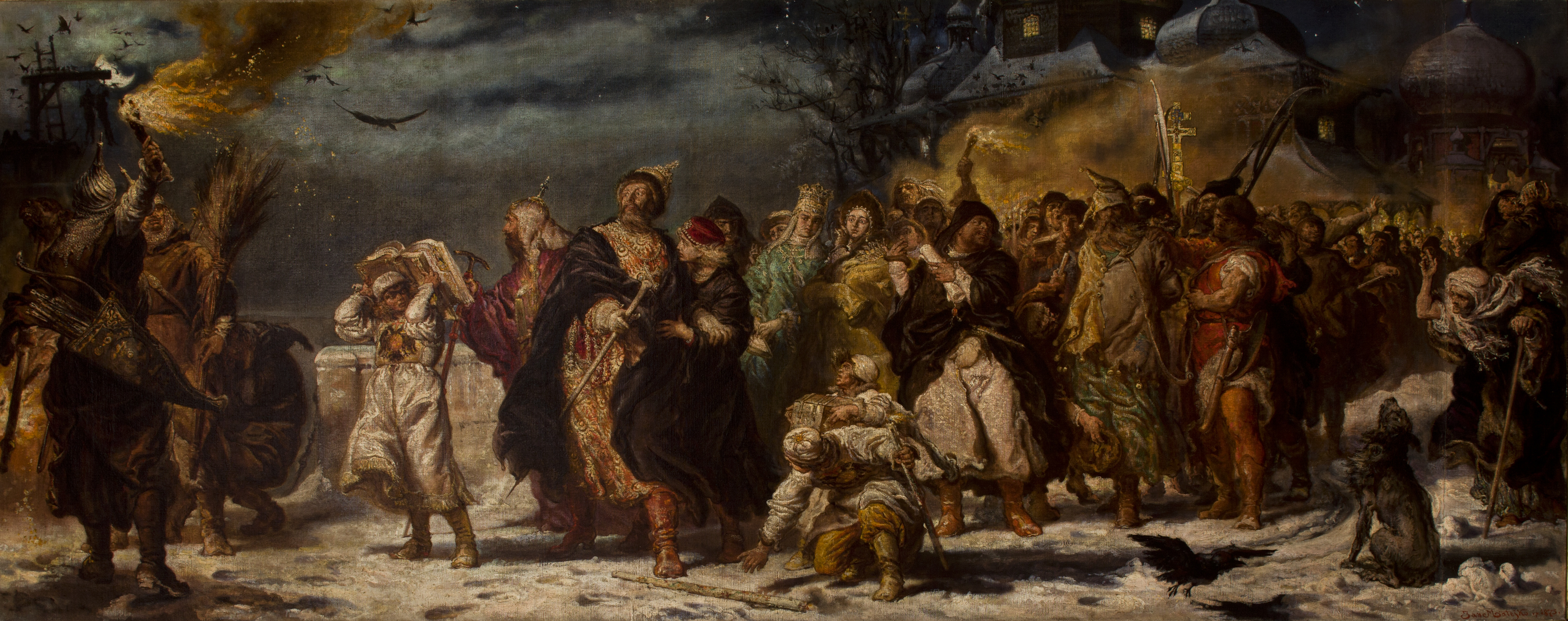
Иван Грозный. Картина Яна Матейко, 1875

В 1569 году через своего посла Томаса Рандольфа Елизавета I дала понять царю, что не собирается вмешиваться в Балтийский конфликт. В ответ царь написал ей, что её торговые представители «о наших о государских головах и о чести и о прибыли земле не думают, а ищут только своих торговых прибытков», и отменил все привилегии, ранее предоставленные созданной англичанами Московской торговой компании.
В 1569 году Польша и Великое княжество Литовское объединились в конфедерацию Речь Посполитая. В мае 1570 года царь подписал с королём Сигизмундом перемирие сроком на три года, невзирая на огромное количество взаимных претензий. Провозглашение царём Ливонского королевства обрадовало ливонское дворянство, получившее свободу вероисповедания и ряд других привилегий, и ливонское купечество, получившее право свободной беспошлинной торговли в России, а взамен пропускавшее в Москву иностранных купцов, художников и техников. После смерти Сигизмунда II и пресечения династии Ягеллонов в Польше и Литве состоялись выборы нового короля. Одним из кандидатов на польский престол рассматривался Иван Грозный. Главным условием согласия на своё избрание польским королём царь ставил уступку Польшей Ливонии в пользу России, причём в качестве компенсации предлагая вернуть полякам «Полоцк с пригородами». Прежде всего, Иван IV стремился заручиться поддержкой польской мелкой и средней шляхты. Изначально ему удалось добиться того, что он стал одним из двух самых сильных кандидатов на престол Речи Посполитой (вторым был Эрнест Габсбург). Однако царь так и не предпринял реальных шагов для выдвижения и пропаганды своей кандидатуры в Речи Посполитой. 20 ноября 1572 года Максимилиан II заключил с Грозным соглашение, согласно которому все этнические польские земли (Великая Польша, Мазовия, Куявия, Силезия) должны были отойти к империи, а к Москве — Ливония и Великое княжество Литовское со всеми его владениями — то есть Беларусью, Подляшьем, Украиной, поэтому вельможная знать поторопилась с выборами короля и избрала Генриха Валуа. Хотя царь сам отказался от участия в выборах, не прислав дипломатической миссии на элекционный сейм 1573 года.
В марте 1570 года Иван Грозный выдал «царскую грамоту» (каперское свидетельство) датчанину Карстену Роде. В мае того же года, купив и оснастив корабли на царские деньги, Роде вышел в море и до сентября 1570 года промышлял в Балтийском море против шведских и польских купцов.

### Хан на московском престоле

Портрет Симеона Бекбулатовича из коллекции портретов Несвижского замка Радзивиллов

В 1575 году по желанию Ивана Грозного крещёный татарин и хан касимовский Симеон Бекбулатович венчан был на царство, как «великий князь всея Руси», а сам Иоанн Грозный назвался Иваном Московским, уехал из Кремля и стал жить на Петровке.
По сведениям английского историка и путешественника Джильса Флетчера, к концу года новый государь отобрал все грамоты, жалованные епископиям и монастырям, коими последние пользовались уже несколько столетий. Все они были уничтожены. После того (как бы недовольный таким поступком и дурным правлением нового государя) Грозный взял опять скипетр и, будто бы в угодность церкви и духовенству, дозволил возобновить грамоты, которые раздал уже от себя, удерживая и присоединяя к казне столько земель, сколько ему самому было угодно.
Этим способом Грозный отнял у епископий и монастырей (кроме земель, присоединённых им к казне) несметное число денег: у одних 40, у других 50, у иных 100 тысяч рублей, что было сделано им с целью не только умножить свою казну, но также отстранить дурное мнение о его жестоком правлении, показав пример ещё худшего в руках другого царя.
Этому предшествовал новый всплеск казней, когда был разгромлен тот круг приближённых, который установился в 1572 году, после уничтожения опричной верхушки[уточнить]. Отрёкшись от престола, Иван Васильевич взял себе «удел» и образовал свою «удельную» думу, в которой теперь заправляли Нагие, Годуновы и Бельские.

### Заключительный этап Ливонской войны
23 февраля 1577 года 50-тысячная русская армия снова взяла в осаду Ревель, но взять крепость не удалось. В феврале 1578 года нунций Викентий Лаурео с тревогой доносил в Рим: «Московит разделил своё войско на две части: одну ждут под Ригой, другую под Витебском». К этому времени вся Ливония по Двину, за исключением только двух городов — Ревеля и Риги, была в руках русских.
В 1579 году королевский гонец Венцеслав Лопатинский привёз царю от Батория грамоту с объявлением войны. Уже в августе польская армия взяла Полоцк, затем двинулась на Великие Луки и взяла их.
Одновременно шли прямые переговоры о мире с Польшей. Иван Грозный предлагал отдать Польше всю Ливонию, за исключением четырёх городов. Баторий на это не согласился и потребовал все ливонские города, в придачу Себеж и уплаты 400 000 венгерских золотых за военные издержки. Это вывело Грозного из себя, и он ответил резкой грамотой.
После этого, летом 1581 года, Стефан Баторий вторгся вглубь России и осадил Псков, который, однако, так и не мог взять. Тогда же шведы взяли Нарву, где пало 7000 русских, затем Ивангород и Копорье. Иван был вынужден пойти на переговоры с Польшей, надеясь заключить с ней затем союз против Швеции. В конце концов царь был вынужден согласиться на условия, по которым «ливонские бы города, которые за государем, королю уступить, а Луки Великие и другие города, что король взял, пусть он уступит государю» — то есть длившаяся почти четверть века война кончилась восстановлением status quo ante bellum, оказавшись, таким образом, бесплодной. 10-летнее перемирие на этих условиях было подписано 15 января 1582 года в Яме Запольском. После активизации военных действий между Россией и Швецией в 1582 году (русская победа под Лялицами, неудачная осада шведами Орешка) начались мирные переговоры, результатом которым стало Плюсское перемирие. Ям, Копорье и Ивангород переходили к Швеции вместе с прилегающей к ним территорией южного побережья Финского залива. Страна была разорена, а северо-западные районы обезлюдели. Также на ход войны и её итоги повлияли крымские набеги: только в течение 3 лет из 25 лет войны не было значительных набегов.

### Последние годы

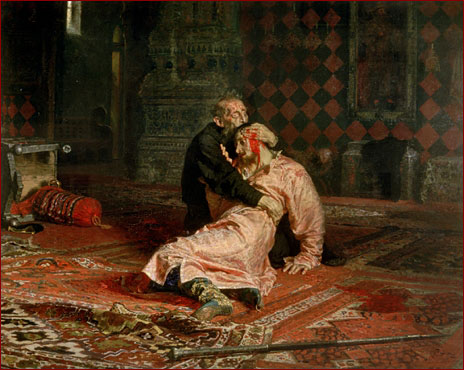
Иван Грозный и сын его Иван 16 ноября 1581 года (И. Репин, 1885 г.)

При прямой поддержке ногайских мурз князя Улуса вспыхнуло волнение волжских черемисов: конница численностью до 25 000 человек, нападая со стороны Астрахани, опустошала белёвские, коломенские и алатырские земли. В условиях недостаточного для подавления мятежа количества трёх царских полков прорыв Крымской орды мог привести к очень опасным для России последствиям. Очевидно, желая избежать такой опасности, русское правительство и приняло решение перебросить войска, временно отказавшись от наступления на Швецию.
15 января 1580 года в Москве был созван церковный собор. Обращаясь к высшим иерархам, царь прямо говорил, сколь тяжело его положение: «бесчисленные враги восстали на русскую державу», потому он и просит помощи у Церкви. Царь, наконец, сумел полностью отнять у церкви способ увеличения церковных владений вотчинами служилых людей и бояр — беднея, они часто отдавали свою вотчину в заклад церкви и на поминовение души, что вредило обороноспособности государства. Собор постановил: архиереям и монастырям вотчин у служилых людей не покупать, в заклад и в поминовение души не брать. Вотчины, купленные или взятые в залог у служилых людей, отобрать в царскую казну.

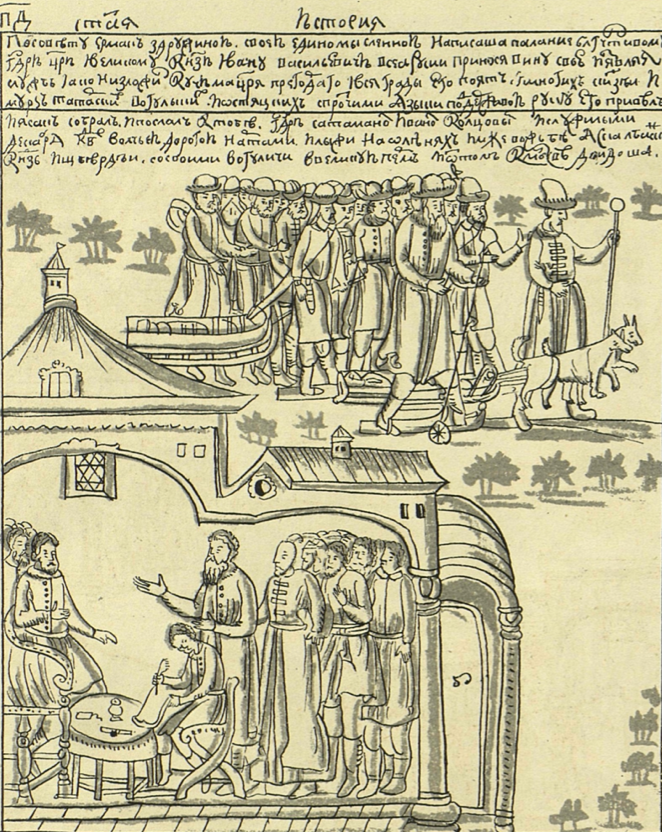
Послы Ермака во главе с Иваном Кольцо, Миниатюра Ремезовской летописи, кон. XVII в.

В 1580 году царь разгромил немецкую слободу. Француз Жак Маржерет, много лет проживший в России, пишет: «Ливонцы, которые были взяты в плен и выведены в Москву, исповедующие лютеранскую веру, получив два храма внутри города Москвы, отправляли там публично службу; но в конце концов из-за их гордости и тщеславия сказанные храмы… были разрушены и все их дома были разорены. И, хотя зимой они были изгнаны нагими и в чём мать родила, они не могли винить в этом никого, кроме себя, ибо… они вели себя столь высокомерно, их манеры были столь надменны, а их одежды — столь роскошны, что их всех можно было принять за принцев и принцесс… Основной барыш им давало право продавать водку, мёд и иные напитки, на чём они наживают не 10 %, а сотню, что покажется невероятным, однако же это правда».
В 1581 году иезуит А. Поссевин направился в Россию, выступая как посредник между Иваном и Польшей, и, в то же время, надеясь склонить Русскую Церковь на унию с католической. Его неудачу предсказал польский гетман Замойский: «Он готов присягнуть, что великий князь к нему расположен и в угоду ему примет латинскую веру, а я уверен, что эти переговоры кончатся тем, что князь ударит его костылём и прогонит». М. В. Толстой пишет в «Истории Русской Церкви»: «Но надежды папы и старания Поссевина не увенчались успехом. Иоанн оказал всю природную гибкость ума своего, ловкость и благоразумие, которым и сам иезуит должен был отдать справедливость, отринул домогательства о позволении строить на Руси латинские церкви, отклонил споры о вере и соединении Церквей на основании правил Флорентийского собора и не увлёкся мечтательным обещанием приобретения всей империи Византийской, утраченной греками будто бы за отступление от Рима». Сам посол отмечает, что «русский Государь упорно уклонялся, уходил от разговора на эту тему». Таким образом, папский престол не получал никаких привилегий; возможность вступления Москвы в лоно католической церкви оставалась столь же туманной, как и раньше, а между тем посол папы должен был приступить к своей посреднической роли.
Завоевание Западной Сибири Ермаком Тимофеевичем и его казаками в 1583 году и взятие им столицы Сибирского ханства — Искера — положили начало обращения местного населения в православие: войска Ермака сопровождали четыре священника и иеромонах. Однако данная экспедиция была совершена вопреки воле царя, который в ноябре 1582 года выругал Строгановых за то, что они призвали в свою вотчину казаков-«воров» — волжских атаманов, которые «преж того ссорили нас с Ногайской ордою, послов ногайских на Волге на перевозех побивали, и ордобазарцов грабили и побивали, и нашим людем многие грабежи и убытки чинили». Царь Иван IV велел Строгановым под страхом «большой опалы» вернуть Ермака из похода в Сибирь и использовать его силы для «оберегания пермских мест». Но в то время как царь писал свою грамоту, Ермак уже нанёс Кучуму сокрушительное поражение и занял его столицу.

### Смерть
Исследование останков Ивана Грозного показало, что в последние шесть лет жизни у него развились остеофиты, причём до такой степени, что он уже не мог ходить самостоятельно и его носили на носилках. Обследовавший останки М. М. Герасимов отмечал, что не видел таких мощных отложений у глубоких стариков. Вынужденная неподвижность, соединившись с общим нездоровым образом жизни и нервными потрясениями, привела к тому, что в свои 50 лет царь выглядел дряхлым стариком.
В августе 1582 года А. Поссевино в отчёте Венецианской синьории заявил, что «московскому государю жить недолго». В феврале и начале марта 1584 года царь ещё занимался государственными делами. К 10 марта относится первое упоминание о болезни, когда был остановлен на пути к Москве литовский посол в связи с недомоганием государя. 16 марта наступило ухудшение, царь впал в беспамятство, однако 17 и 18 марта почувствовал облегчение от горячих ванн. После полудня 18 (28) марта 1584 царь умер. Джером Горсей заявлял, что смерть постигла царя за игрой в шахматы.
Тело государя распухло и дурно пахло «из-за разложения крови».

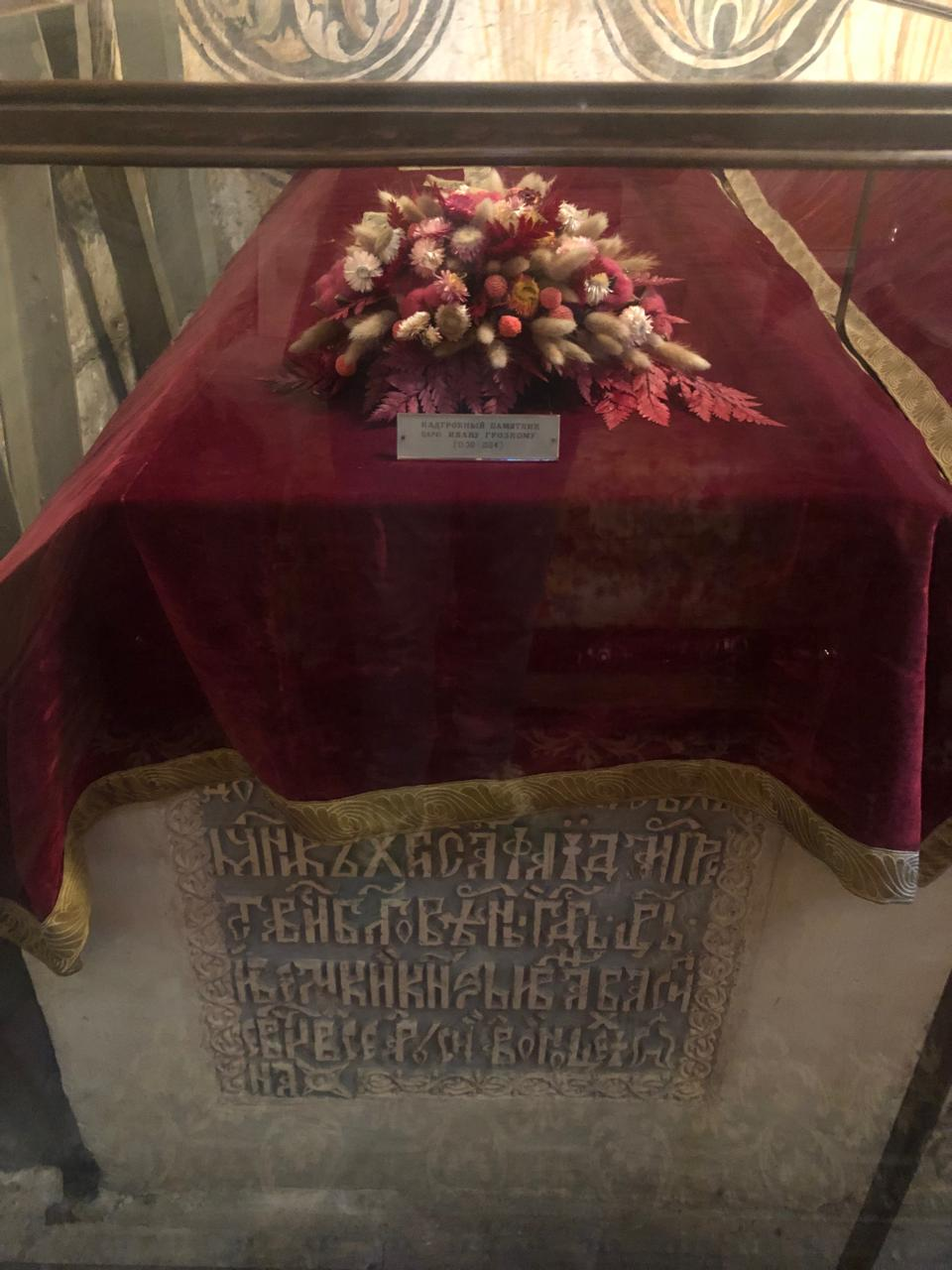
Гробница царя. Архангельский собор Московского Кремля

Вивлиофика сохранила предсмертное поручение царя Борису Годунову: «Егда же Великий Государь последняго напутия сподобися, пречистаго тела и крови Господа, тогда во свидетельство представляя духовника своего Архимандрита Феодосия, слёз очи свои наполнив, глаголя Борису Феодоровичу: тебе приказываю душу свою и сына своего Феодора Ивановича и дщерь свою Ирину…». Также перед смертью, согласно летописям, царь завещал младшему сыну Дмитрию Углич со всеми уездами.
Существовали упорные слухи о насильственной смерти Грозного. Летописец XVII века сообщал, что «царю дали отраву ближние люди». По свидетельству дьяка Ивана Тимофеева, Борис Годунов и Богдан Бельский «преждевременно прекратили жизнь царя».
Коронный гетман Жолкевский также обвинял Годунова: «Он лишил жизни царя Ивана, подкупив врача, который лечил Ивана, ибо дело было таково, что если бы он его не предупредил (не опередил), то и сам был бы казнён со многими другими знатными вельможами».
Голландец Исаак Масса писал, что Бельский положил яд в царское лекарство.
Горсей также писал о тайных замыслах Годуновых против царя и выдвинул версию удушения царя, с которой согласен В. И. Корецкий: «По-видимому, царю дали сначала яд, а затем для верности, в суматохе, поднявшейся после того, как он внезапно упал, ещё и придушили».
Историк Валишевский писал: «Богдан Бельский со своими советниками извёл царя Ивана Васильевича, а ныне хочет бояр побити и хочет подыскать под царём Фёдором Ивановичем царства Московского своему советнику (Годунову)».
Достоверно выяснить, была ли смерть царя вызвана естественными причинами или была насильственной, затруднительно из-за враждебной сумятицы при дворе.
Версия об отравлении Грозного проверялась при вскрытии царских гробниц в 1963 году. Исследования показали нормальное содержание в останках мышьяка и повышенное содержание ртути, которая, однако, присутствовала во многих лекарственных препаратах XVI века и которой лечили сифилис, которым предположительно был болен царь. Версия убийства осталась гипотезой.
В то же время, главный археолог Кремля Татьяна Панова совместно с исследовательницей Еленой Александровской сочли выводы комиссии 1963 года некорректными: по их мнению, допустимая норма мышьяка у Ивана Грозного превышена более чем в 2 раза. По их мнению, царь был отравлен «коктейлем» из мышьяка и ртути, который давался ему в течение какого-то времени.

## Семья и дети
Количество жён Ивана Грозного точно не установлено, у историков упоминаются имена шести или семи женщин, считавшихся жёнами Ивана IV. Из них только первые 4 являются «венчанными», то есть законными с точки зрения церковного права (для четвёртого брака, запрещаемого канонами, Иваном было получено соборное решение о его допустимости).
| №     | Имя                                                       | Рождение  | Свадьба                                                                            | «Развод»                         | Смерть                   | Дети                                                              | Судьба | Погребена                       |
| ----- | --------------------------------------------------------- | --------- | ---------------------------------------------------------------------------------- | -------------------------------- | ------------------------ | ----------------------------------------------------------------- | --- | ------------------------------- |
| 1     | Анастасия Романовна Захарьина-Юрьева                      | 1530/1532 | 3 февраля 1547                                                                     |                                  | 7 августа 1560           | Многочисленные (см. Дети Ивана IV), из них взрослые: Иван и Фёдор | Выбрана на смотре невест. Умерла при жизни мужа | Кремль                          |
| 2     | Мария Темрюковна (Кученей), княжна Черкасская             | 1545/1546 | 21 августа 1561                                                                    |                                  | 6 сентября 1569          | Сын Василий, умерший во младенчестве                              | Умерла при жизни мужа | Кремль                          |
| 3     | Марфа Васильевна Собакина                                 | ?         | 28 октября 1571 Александровская Слобода                                            |                                  | 13 ноября 1571           | нет                                                               | Выбрана на смотре невест. Умерла через две недели после свадьбы | Кремль                          |
| 4     | Анна Алексеевна Колтовская (Анна Ивановна, инокиня Дарья) | ?         | после 28 апреля — май 1572                                                         | сентябрь 1572                    | 5 (15) апреля 1626       | нет                                                               | Выбрана на смотре невест. Насильно пострижена. Местночтимая святая Тихвинского Введенского монастыря.                                                                                  | Тихвинский Введенский монастырь |
|       | Мария Долгорукая                                          | ?         | 1573 (?)                                                                           |                                  | 1573 (?)                 | нет                                                               | Существование сомнительно | нет                             |
| (5)   | Анна Григорьевна Васильчикова                             | ?         | сентябрь 1574 — август 1575 (вероятней всего, январь 1575) Александровская Слобода | лето 1575/1576                   | конец 1576 — январь 1577 | нет                                                               | Насильно пострижена в монахини. | Покровский монастырь (Суздаль)  |
| (-/6) | Василиса Мелентьева                                       | ?         | 1575 (?)                                                                           | до 1 мая 1577 (?)                | не позднее 1578/1579 (?) | нет                                                               | Существование под вопросом. Упоминается в источнике как «женище», то есть наложница. По сомнительному источнику — насильно пострижена в монахини.                                      | нет                             |
| (6/7) | Мария Фёдоровна Нагая (инокиня Марфа)                     | ?         | ок. 6 сентября 1580                                                                | 18 (28) марта 1584 (смерть царя) | 1611                     | Дмитрий Углицкий                                                  | Овдовела. При новом царе, Фёдоре I Иоанновиче, была отправлена с ребёнком в Углич, а после смерти её сына пострижена в монахини. Важная фигура Смутного времени как «мать» Лжедмитрия. | Кремль                          |

Первый, самый продолжительный из них, был заключён следующим образом: 13 декабря 1546 года 16-летний Иван посоветовался с митрополитом Макарием о своём желании жениться. Сразу после состоявшегося в январе венчания на царство знатные сановники, окольничие и дьяки начали объезжать страну, подыскивая царю невесту. Был устроен смотр невест. Выбор царя пал на Анастасию, дочь вдовы Захарьиной. При этом Карамзин говорит, что царь руководствовался не знатностью рода, а личными достоинствами Анастасии. Венчание состоялось 3 февраля 1547 года в храме Богоматери. Брак царя длился 13 лет, вплоть до внезапной смерти Анастасии летом 1560 года. Смерть жены сильно повлияла на 30-летнего царя, после этого события историки отмечают перелом в характере его правления. Через год после смерти жены царь вступил во второй брак, сочетавшись с Марией Темрюковной, происходившей из рода кабардинских князей. После её смерти жёнами стали поочерёдно Марфа Собакина и Анна Колтовская. Третья и четвёртая жены царя также были выбраны по результатам смотра невест, причём одного и того же, так как Марфа умерла спустя 2 недели после свадьбы.
На этом число законных браков царя закончилось, и далее сведения становятся более путаными. Это было 2 подобия брака (Анна Васильчикова и Мария Нагая), освещённых в надёжных письменных источниках. Вероятно, сведения о поздних «жёнах» (Василиса Мелентьева и Мария Долгорукая) являются легендами либо чистой фальсификацией.
В 1567 году через полномочного английского посла Энтони Дженкинсона Иван Грозный вёл переговоры о браке с английской королевой Елизаветой I, а в 1583 году через дворянина Фёдора Писемского сватался к родственнице королевы Марии Гастингс, не смущаясь тем, что сам был в это время в очередной раз женат.
Возможным объяснением многочисленности браков, не свойственной для того времени, является предположение К. Валишевского, что Иван был большим любителем женщин, но он в то же время был и большим педантом в соблюдении религиозных обрядов и стремился обладать женщиной только как законный муж. С другой стороны, по словам англичанина Джерома Горсея, знавшего царя лично, «он сам хвастал тем, что растлил тысячу дев и тем, что тысячи его детей были лишены им жизни». По мнению В. Б. Кобрина, это высказывание, хотя и содержит явное преувеличение, ярко характеризует развратность царя. Сам Грозный в духовной грамоте признавал за собой и «блуд» просто, и «чрезъестественные блужения» в частности.

### Дети
Сыновья

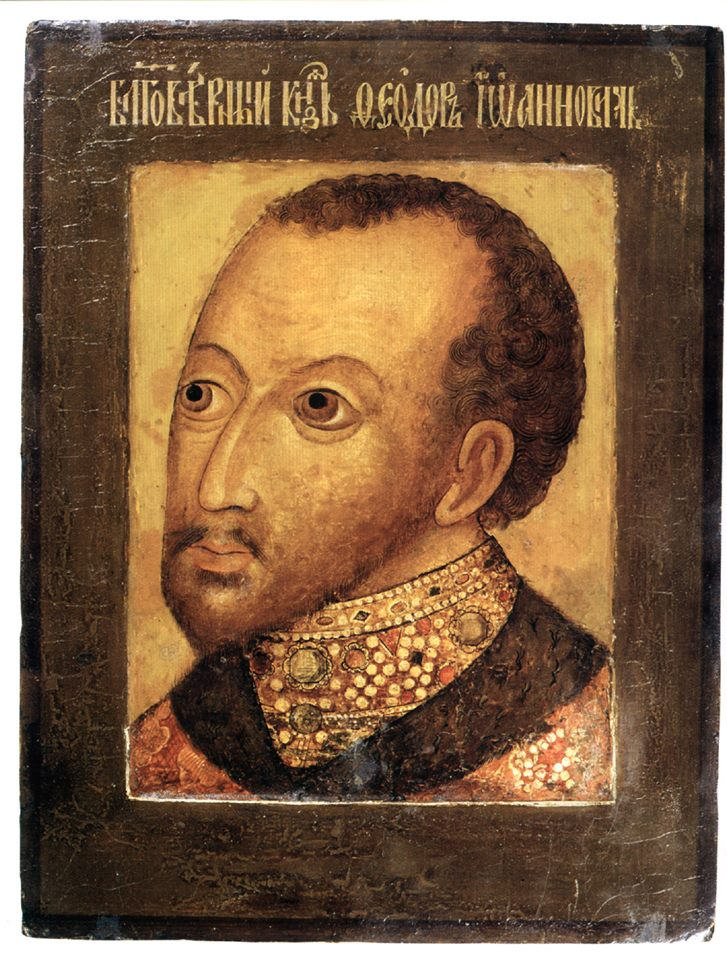
Фёдор I Иоаннович, парсуна

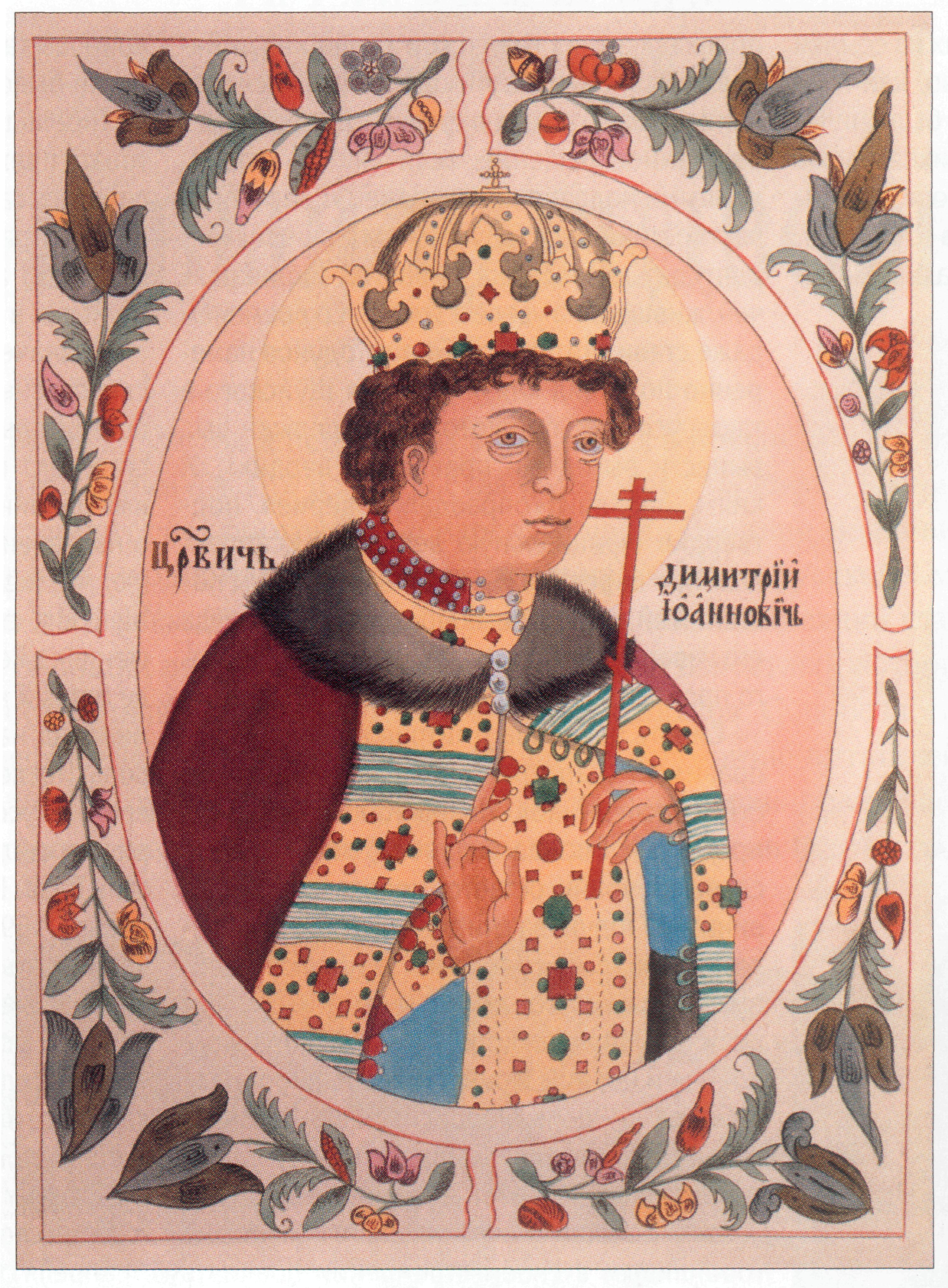
Царевич Димитрий Иоаннович. Копия из «Титулярника» XVII века

1. Дмитрий Иванович (11 октября 1552 — 4/6 июня 1553), наследник отца во время смертельной болезни в 1553 году; в том же году при спуске царской семьи со струга перевернулись сходни, и младенец утонул.
2. Иван Иванович (28 марта 1554 — 19 ноября 1581), по одной из версий, погиб во время ссоры с отцом[220][221], по другой версии[222], умер в результате болезни[223][224]. Женат трижды, потомства не оставил.
3. Фёдор I Иоаннович, (11 мая 1557 — 7 (17) января 1598), детей мужского пола нет. По рождению сына Иван Грозный повелел построить церковь в Феодоровском монастыре города Переславля-Залесского. Этот храм в честь Феодора Стратилата стал главным собором монастыря и сохранился до настоящего времени.
4. Василий Иванович (сын от Марии Кученей) — умер во младенчестве (1563).
5. Царевич Дмитрий Иванович, (1582—1591), погиб в детстве (по одной из версий зарезал себя в припадке эпилепсии, по другой — его убили люди Бориса Годунова)[225].

Дочери
(все — от Анастасии)
1. Анна Иоанновна (10 августа 1549—1550) — умерла, не дожив до года[227].
2. Мария Иоанновна (17 марта 1551 — 8 декабря 1552) — умерла во младенчестве.
3. Евдокия Иоанновна (26 февраля 1556—1558) — умерла на третьем году жизни.

## Личность Ивана Грозного
До XVII века слова «грозный» и «гроза» часто сопутствовали официальному титулованию старейших русских князей, не переходя в титул, но оставаясь прозвищем, характеризуя в положительном смысле сильного и могущественного властителя (Иван III, Иван IV).

### Культурное наследие
Иван IV был одним из самых образованных людей своего времени, обладал феноменальной памятью, богословской эрудицией.
По утверждению историка С. М. Соловьёва, 

 ни один государь нашей древней истории не отличался такою охотою и таким уменьем поговорить, поспорить, устно или письменно, на площади народной, на церковном соборе, с отъехавшим боярином или с послами иностранными, отчего получил прозвание в словесной премудрости ритора.
Он автор многочисленных посланий (в том числе к Курбскому, Елизавете I, Стефану Баторию, Юхану III, Василию Грязному, Яну Ходкевичу, Яну Роките, князю Полубенскому, в Кирилло-Белозерский монастырь), стихир на Сретение Владимирской иконы Божией Матери, на преставление Петра митрополита Московского и всея Руси, Канона Ангелу Грозному воеводе (под псевдонимом Парфений Уродивый). В 1551 году, по приказу царя, Московский собор обязал духовных лиц организовывать во всех городах школы для детей на «учение грамоте, и на учение книжного письма и церковного петия псалтырного». Этот же собор утвердил повсеместное употребление многоголосного пения.
По инициативе Ивана Грозного, в Александровой слободе было создано нечто наподобие консерватории, где работали лучшие музыкальные мастера, такие как Фёдор Крестьянин (Христианин), Иван Юрьев-Нос, братья Потаповы, Третьяк Зверинцев, Савлук Михайлов, Иван Каломнитин, крестовый дьяк Андреев. Иван IV был хорошим оратором.
По распоряжению царя создан уникальный памятник литературы — Лицевой летописный свод.

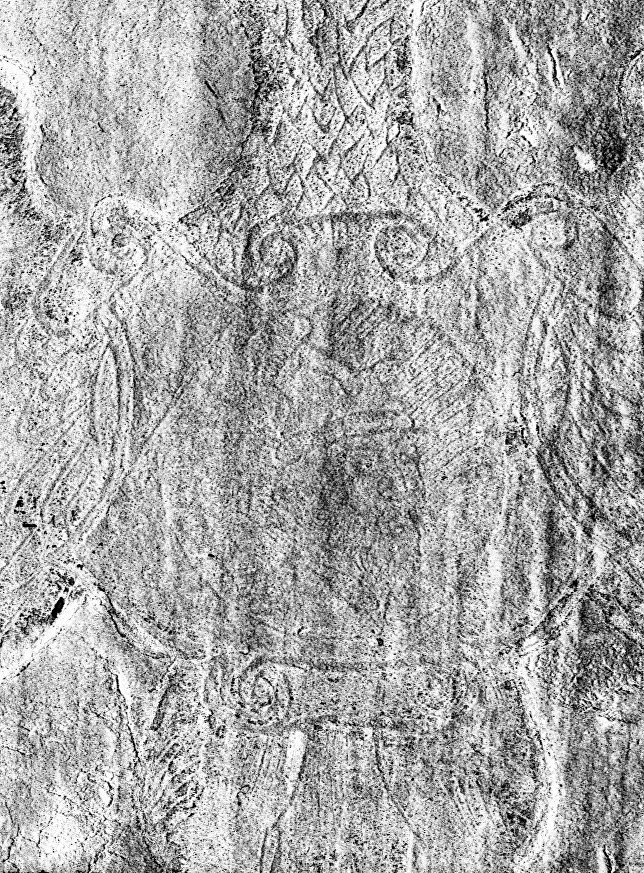
Прижизненный портрет Ивана Грозного, вытисненный на переплёте «Апостола», 1564 год

С целью устроить типографию в Москве царь обратился к Кристиану III с просьбой выслать книгопечатников, и тот прислал в 1552 году в Москву через Ганса Миссингейма Библию в переводе Лютера и два лютеранских катехизиса, но по настоянию русских иерархов план короля по распространению переводов в нескольких тысячах экземпляров был отвергнут.
Основав Печатный двор, царь способствовал организации книгопечатания в Москве и строительству собора Покрова Пресвятой Богородицы на Рву на Красной площади. По свидетельству современников, Иван IV был «муж чюдного разсуждения, в науке книжного поучения доволен и многоречив зело». Он любил ездить по монастырям, интересовался описанием жизни великих царей прошлого. Предполагается, что Иван унаследовал от бабушки Софьи Палеолог ценнейшую библиотеку морейских деспотатов, в которую входили древние греческие рукописи; что он с ней сделал, неизвестно: по одним версиям, библиотека Ивана Грозного погибла в одном из московских пожаров, по другим — была спрятана царём. В XX веке предпринимавшиеся отдельными энтузиастами поиски якобы скрытой в подземельях Москвы библиотеки Ивана Грозного стали сюжетом, постоянно привлекающим к себе внимание журналистов.
В хоре государевых царских дьяков состояли крупнейшие русские композиторы этого времени, пользовавшиеся покровительством Ивана IV, Фёдор Крестьянин (Христианин) и Иван Нос.

### Царь Иван и Церковь
Сближение с Западом при Иване IV не могло остаться без того, чтоб приезжавшие в Россию иностранцы не беседовали с русскими и не вносили господствовавшего тогда на Западе духа религиозных умствований и прений.
Осенью 1553 года открылся Собор по делу Матвея Башкина и его сообщников. Еретикам был предъявлен ряд обвинений: отрицание святой соборной апостольской Церкви, отвержение поклонения иконам, отрицания силы покаяния, пренебрежительное отношение к постановлениям Вселенских соборов и пр. Летопись сообщает: «И царь и митрополит велели его, изымав, истязати о сих; он же христиана себя исповеда, скры в собе вражию прелесть, сатанино еретичество, мняше бо безумьный от Всевидящего Ока укрытися».
Наиболее значимы отношения царя с протопопом Сильвестром, святым митрополитом Макарием, а также со святыми митрополитом Германом, митрополитом Филиппом и преподобным Корнилием Псково-Печерским (трое последних были убиты во время разгула Опричнины, причём Корнилий — царём собственноручно). Важны деяния Церковных соборов, состоявшихся в то время, — в частности, Стоглавого собора.
Одним из проявлений глубокой религиозности Ивана IV считаются его значительные по размеру вклады в различные монастыри. Многочисленные пожертвования на помин душ людей, убитых по его указу (см. синодик опальных), не имеют аналогов не только в российской, но и в европейской истории. Однако современные исследователи отмечают изначальную профанацию данного списка (включение в него православных христиан не по крестильным именам, а по мирским прозвищам, а также иноверцев, «ведуньих баб» и т. п.) и считают синодик «всего лишь своеобразным залогом, при помощи которого монарх надеялся „выкупить“ из лап демонов душу погибшего царевича». Кроме того, церковные историки, характеризуя личность Ивана Грозного, подчёркивают, что «судьба митрополитов после святителя Макария полностью на его совести» (все они были насильственно сведены с первосвятительского престола, а от митрополитов Афанасия, Кирилла и Антония не сохранилось даже могил). Не делают чести царю и массовые казни православных священников и монахов, грабежи монастырей и уничтожение церквей в Новгородских землях и поместьях опальных бояр.

#### Вопрос о канонизации

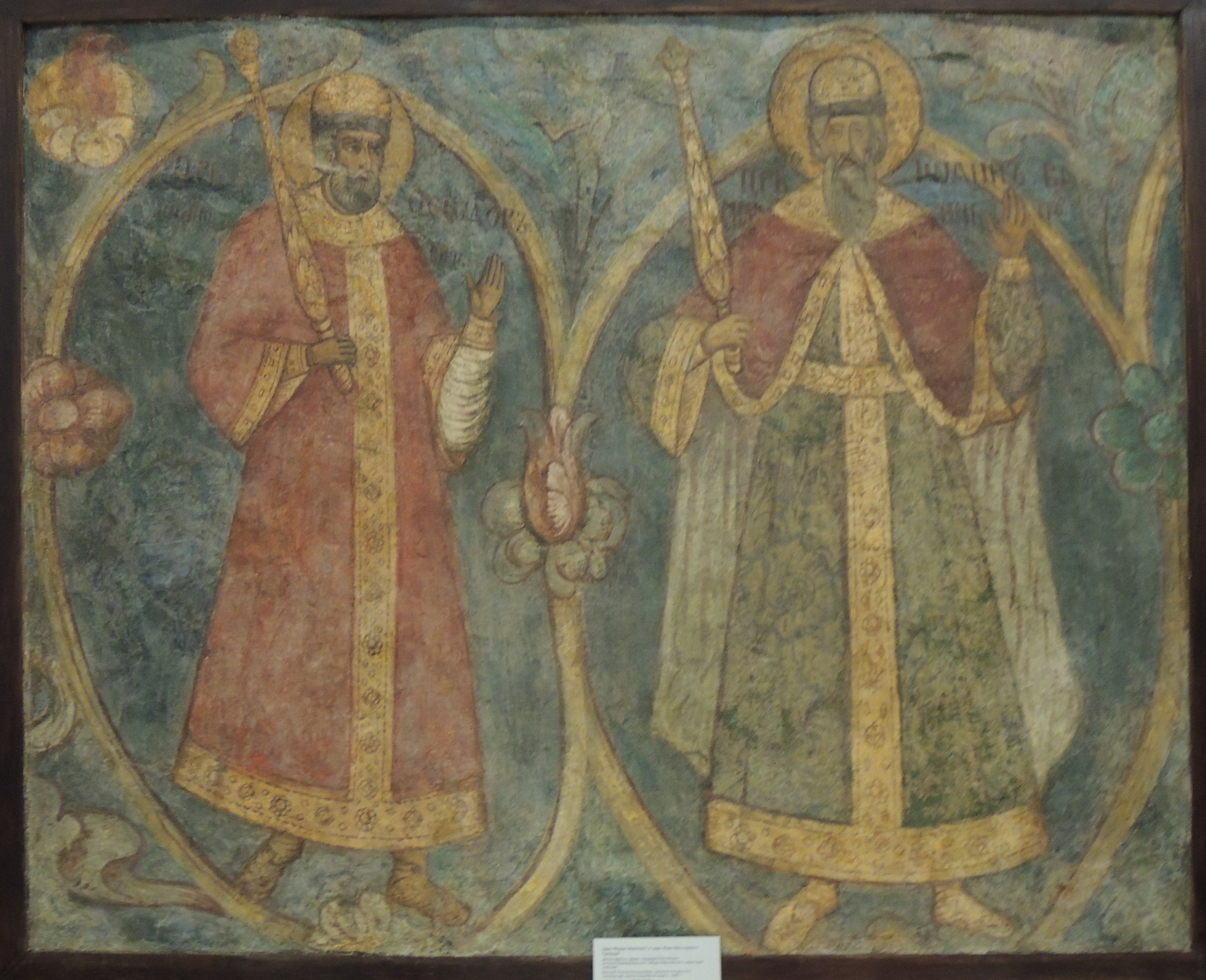
Фресковое изображение Ивана IV и Фёдора I с нимбами из композиции «Древа государей российских», Новоспасского монастыря, кон. 1680-х

В конце XX века часть церковных и околоцерковных кругов обсуждала вопрос о канонизации Грозного. Эта идея встретила категорическое осуждение церковного священноначалия и патриарха Алексия II, указавших на историческую несостоятельность реабилитации Грозного, на его преступления перед церковью (убийства святых), а также отвергших утверждения о его народном почитании.

### Характер царя по отзывам современников
Иван рос в обстановке дворцовых заговоров, борьбы за власть враждующих между собой боярских родов Шуйских и Бельских. Поэтому сложилось мнение, что убийства, интриги и насилия, окружавшие его, способствовали развитию в нём подозрительности, мстительности и жестокости. С. Соловьёв, анализируя влияние нравов эпохи на характер Ивана IV, отмечает, что он «не сознал нравственных, духовных средств для установления правды и наряда или, что ещё хуже, сознавши, забыл о них; вместо целения он усилил болезнь, приучил ещё более к пыткам, кострам и плахам».
Однако в эпоху Избранной рады царя характеризовали восторженно. Один из современников пишет о 30-летнем Грозном: «Обычай Иоаннов есть соблюдать себя чистым пред Богом. И в храме, и в молитве уединённой, и в совете боярском, и среди народа у него одно чувство: „Да властвую, как Всевышний указал властвовать своим истинным Помазанникам!“ Суд нелицеприятный, безопасность каждого и общая, целость порученных ему государств, торжество веры, свобода христиан есть всегдашняя дума его. Обременённый делами, он не знает иных утех, кроме совести мирной, кроме удовольствия исполнять свою обязанность; не хочет обыкновенных прохлад царских... Ласковый к вельможам и народу — любя, награждая всех по достоинству — щедростию искореняя бедность, а зло — примером добра, сей Богом урождённый Царь желает в день Страшного суда услышать глас милости: „Ты еси Царь правды!“».
«Он так склонен к гневу, что, находясь в нём, испускает пену, словно конь, и приходит как бы в безумие; в таком состоянии он бесится также и на встречных. — Пишет посол Даниил Принц из Бухова. — Жестокость, которую он часто совершает на своих, имеет ли начало в природе его, или в низости (malitia) подданных, я не могу сказать. <…> Когда он за столом, то по его правую руку садится старший сын. Сам он грубых нравов; ибо он опирается локтями на стол, и так как не употребляет никаких тарелок, то ест пищу, взяв её руками, а иногда недоеденное кладёт опять назад в чашку (in patinam). Прежде чем пить или есть что-нибудь из предложенного, он обыкновенно знаменует себя большим крестом и взирает на повешенные образа Девы Марии и Святого Николая».
Историк Соловьёв считает, что рассматривать личность и характер царя необходимо в контексте его окружения в молодости:

Не произнесёт историк слово оправдания такому человеку; он может произнести только слово сожаления, если, вглядываясь внимательно в страшный образ, под мрачными чертами мучителя подмечает скорбные черты жертвы; ибо и здесь, как везде, историк обязан указать на связь явлений: своекорыстием, презрением общего блага, презрением жизни и чести ближнего сеяли Шуйские с товарищами — вырос Грозный.
— Соловьёв С. М. История России с древнейших времён.

#### Внешность

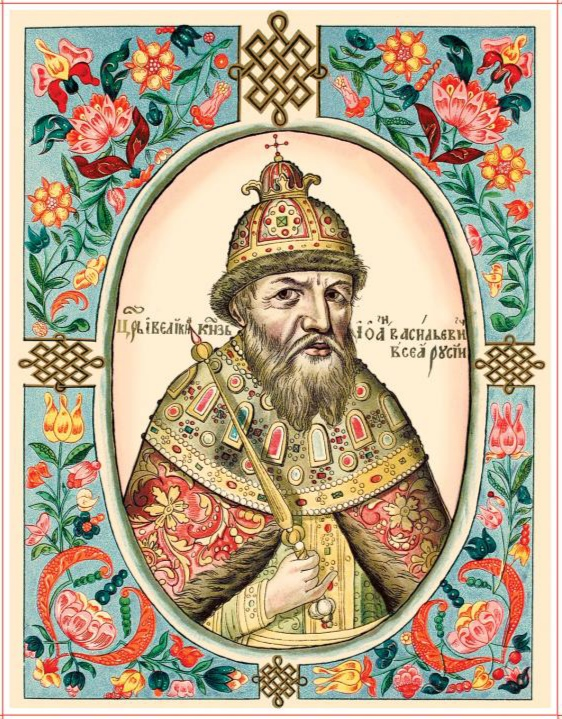
Портрет Иван Грозного 1672 г. из Титулярника с достоверными чертами лица

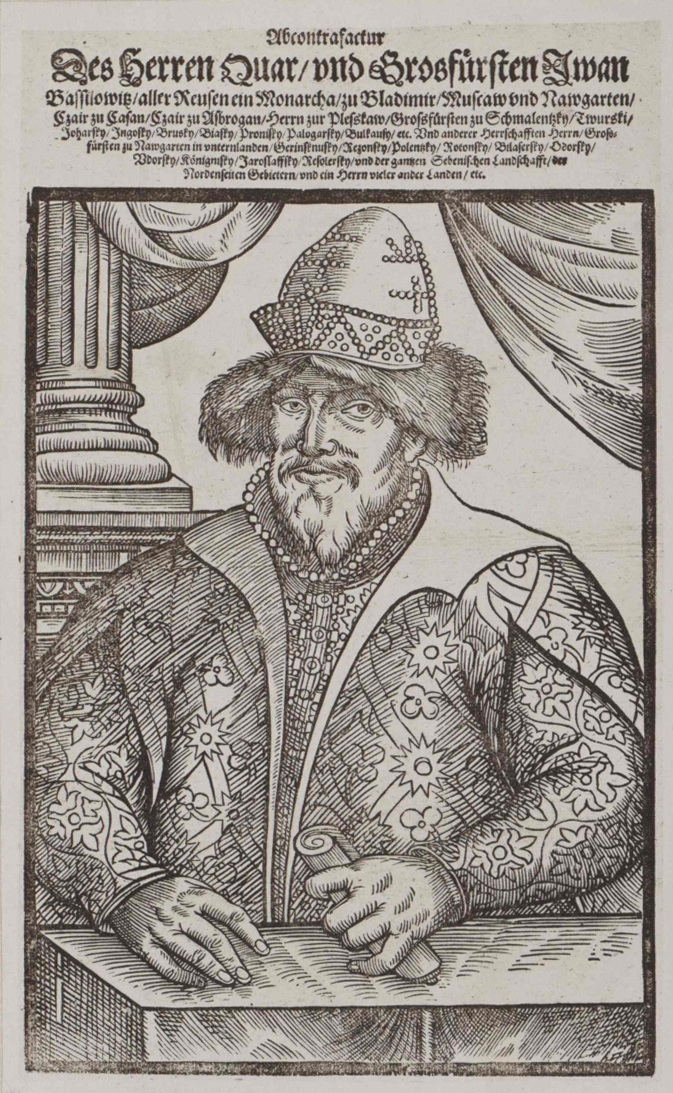
Венская гравюра с портретом царя неизвестного мастера 2й половины XVI в.

Свидетельства современников о внешности Ивана Грозного весьма скудны. Все имеющиеся его портреты имеют сомнительную подлинность. По отзывам современников, он был сухощав, имел высокий рост и хорошее телосложение. Глаза Ивана были голубые с проницательным взглядом, хотя во второй половине его царствования отмечают уже мрачное и угрюмое лицо. Царь брил голову, носил большие усы и густую рыжеватую бороду, которая сильно поседела к концу его царствования. «Повесть книги сея от прежних лет» первой трети XVII века так описывает правителя: «Царь Иван образом нелепым, очи имея серы, нос протягновен, покляп; возрастом [ростом] велик бяше, сухо тело имея, плещи имея высоки, груди широки, мышцы толсты; муж чюднаго разсуждения, в науке книжнаго почитания доволен и многоречив зело…». Доктор исторических наук А. Сиренов пришёл к выводу, что Иван Грозный носил бороду с юности и не брил её.
Венецианский посол Марко Фоскарино в «Донесении о Московии» пишет о внешности 27-летнего Ивана Васильевича: «Красив собою».
Германский посол Даниил Принц, дважды бывавший в Москве у Ивана Грозного, описывал 46-летнего царя: «Он очень высокого роста. Тело имеет полное силы и довольно крепкое, большие узкие глаза, которые всё наблюдают самым тщательным образом. Челюсть выдающаяся вперёд, мужественная. Борода у него рыжая, с небольшим оттенком черноты, довольно длинная и густая, вьющаяся, но волосы на голове, как большая часть русских, бреет бритвой. В руке посох с тяжёлым набалдашником, символизирующий крепость государственной власти на Руси и великое мужское достоинство самого Царя».
Путешественник Якоб Рейтенфельс, племянник личного врача Алексея Михайловича Йохана фон Розенбурха, живший при дворе царя в 1670—1673 годах, в «Сказаниях светлейшему герцогу Тосканскому Козьме III о Московии» (1676) так описывает Ивана IV:

Телосложения он был вполне крепкого, роста высокого, глаза имел быстрые, но небольшие, нос — орлиный, лицо морщинистое и красное; высокомерный в обращении, с крепкою памятью, он никогда не смеялся, кроме как в опасности и во время своих свирепств, так что находился в наилучшем настроении духа каждый раз, как устраивал омерзительное избиение людей. Ум имел проницательный и быстрый; не знал меры одинаково ни в ненависти, ни в благосклонности, одинаково был жаден до славы, как и до богатств; гордости же был необычайной, до того, что требовал непременно выучить слона преклонять перед ним колени. В военное и мирное время предавался хвастовству и расточительности. Более всего его потешали охота и борьба пленников с дикими зверями, и он полагал, что имеет право терять время, проводя его за игральными картами или шашками. Преступною страстью был до того обуреваем, что, говорят, даже будучи уже при смерти, пытался изнасиловать Ирину, жену сына Феодора, и постоянно пользовался чужими женами. Вид же добродетели придавало ему то, что он сам читал просьбы, выслушивал людей даже низкого состояния, строго преследовал чиновников за бездействие и жестокость, являлся по временам покровителем чужестранцев, которых допускал во дворец, предоставляя им свободу вероисповедания и богослужения, кроме иудеев, которых был непримиримым врагом...
В 1963 году в Архангельском соборе Московского Кремля вскрыта гробница Ивана Грозного. Царь был похоронен в облачении схимонаха. По останкам установлено, что рост Ивана Грозного был около 180 см. В последние годы жизни его вес составлял 85—90 кг. Советский учёный М. М. Герасимов использовал разработанную им методику для восстановления внешности Ивана Грозного по сохранившемуся черепу и скелету. По результатам исследования можно сказать, что «к 54 годам царь был уже стариком, лицо его было покрыто глубокими морщинами, под глазами — огромные мешки. Ясно выраженная асимметрия (левый глаз, ключица и лопатка были значительно больше правых), тяжёлый нос потомка Палеологов, брезгливо-чувственный рот придавали ему малопривлекательный вид».
Вместе с тем, выяснилось, что на момент смерти, в возрасте 53 лет у царя были отличные зубы, как у молодого человека. Это объясняется генетически обусловленной особенностью, при которой молочные зубы прорезаются ещё до рождения, сохраняются в течение большей части жизни, а затем выпадают, уступая место новым, неизношенным коренным зубам.

## Оценки результатов правления
Спор о результатах правления Ивана Грозного начался ещё при его жизни и продолжается в настоящее время.

### В глазах современников
Английский дипломат Дж. Флетчер в сочинении «О государстве Русском» (1591) указывал на усиление бесправности простолюдинов, что негативно сказывалось на их мотивации к труду:

Я нередко видел, как они, разложа товар свой (как то: меха и т. п.), всё оглядывались и смотрели на двери, как люди, которые боятся, чтоб их не настиг и не захватил какой-нибудь неприятель. Когда я спросил их, для чего они это делали, то узнал, что они сомневались, не было ли в числе посетителей кого-нибудь из царских дворян или какого сына боярского, и чтоб они не пришли со своими сообщниками и не взяли у них насильно весь товар.

Александр Литовченко. Иван Грозный показывает свои сокровища английскому послу Горсею. Холст, масло. 1875. Русский музей

Вот почему народ (хотя вообще способный переносить всякие труды) предаётся лени и пьянству, не заботясь ни о чём более, кроме дневного пропитания. От того же происходит, что произведения, свойственные России (как было сказано выше, как то: воск, сало, кожи, лён, конопля и проч.), добываются и вывозятся за границу в количестве, гораздо меньшем против прежнего, ибо народ, будучи стеснён и лишаем всего, что приобретает, теряет всякую охоту к работе.— 
Оценивая итоги деятельности царя по укреплению самодержавия и искоренению ересей, немец-опричник Генрих Штаден писал:

Хотя всемогущий Бог и наказал Русскую землю так тяжело и жестоко, что никто и описать не сумеет, всё же нынешний великий князь достиг того, что по всей Русской земле, по всей его державе — одна вера, один вес, одна мера! Только он один правит! Всё, что ни прикажет он, — всё исполняется и всё, что запретит, — действительно остаётся под запретом. Никто ему не перечит: ни духовные, ни миряне.

### Историография XIX века

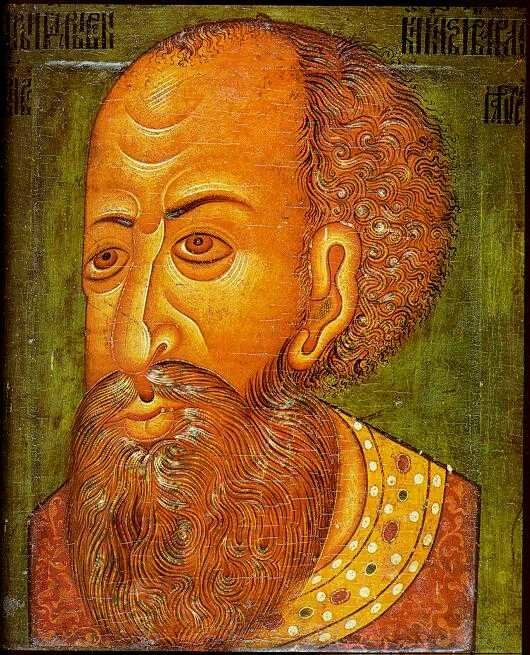
Парсуна Ивана Грозного (Национальный музей Дании, Копенгаген). Согласно современным технологическим исследованиям, создана на рубеже XIX—XX веков, то есть представляет собой подделку

Николай Карамзин описывал Грозного как великого и мудрого государя в первую половину царствования, беспощадного тирана — во вторую:
Между иными тяжкими опытами Судьбы, сверх бедствий Удельной системы, сверх ига моголов, Россия должна была испытать и грозу самодержца-мучителя: устояла с любовию к самодержавию, ибо верила, что Бог посылает и язву и землетрясение и тиранов; не преломила железного скиптра в руках Иоанновых и двадцать четыре года сносила губителя, вооружаясь единственно молитвою и терпением, чтобы в лучшие времена иметь Петра Великого, Екатерину Вторую (История не любит именовать живых). В смирении великодушном страдальцы умирали на лобном месте, как Греки в Термопилах за отечество, за Веру и Верность, не имея и мысли о бунте. Напрасно некоторые чужеземные историки, извиняя жестокость Иоаннову, писали о заговорах, будто бы уничтоженных ею: сии заговоры существовали единственно в смутном уме Царя, по всем свидетельствам наших летописей и бумаг государственных. Духовенство, Бояре, граждане знаменитые не вызвали бы зверя из вертепа Слободы Александровской, если бы замышляли измену, взводимую на них столь же нелепо, как и чародейство. Нет, тигр упивался кровию агнцев — и жертвы, издыхая в невинности, последним взором на бедственную землю требовали справедливости, умилительного воспоминания от современников и потомства!
Добрая слава Иоаннова пережила его худую славу в народной памяти: стенания умолкли, жертвы истлели, и старые предания затмились новейшими.
С точки зрения Николая Костомарова, почти все достижения за время царствования Ивана Грозного приходятся на начальный период его правления, когда молодой царь ещё не был самостоятельной фигурой и находился под плотной опекой деятелей Избранной рады. Последующий же период правления Ивана ознаменовался многочисленными внешне- и внутриполитическими провалами. Костомаров обращает внимание читателя на содержание «Духовного завещания», составленного Иваном Грозным около 1572 года, по которому страну предполагалось поделить между сыновьями царя на полунезависимые уделы. Историк утверждает, что этот путь привёл бы к фактическому разрушению единого государства по хорошо известной на Руси схеме.
Сергей Соловьёв видел главную закономерность деятельности Грозного в переходе от «родовых» отношений к «государственным», которые завершила опричнина («… в завещании Иоанна IV удельный князь становится совершенно подданным великого князя, старшего брата, который носит уже титул царя. Это главное, основное явление — переход родовых отношений между князьями в государственные …»). (Иван Болтин указывал, что, как и в Западной Европе, феодальная раздроблённость на Руси сменяется политическим объединением, и сравнивал Ивана IV с Людовиком XI, то же сравнение Ивана с Людовиком отмечают и у Карамзина).
Василий Ключевский считал внутреннюю политику Ивана бесцельной: «Вопрос о государственном порядке превратился для него в вопрос о личной безопасности, и он, как не в меру испугавшийся человек, начал бить направо и налево, не разбирая друзей и врагов»; опричнина, с его точки зрения, подготовила «действительную крамолу» — Смутное время.

### Историография XX века
С. Ф. Платонов видел в деятельности Ивана Грозного укрепление русской государственности, однако осуждал его за то, что «сложное политическое дело было ещё более усложнено ненужными пытками и грубым развратом», что реформы «приняли характер общего террора».

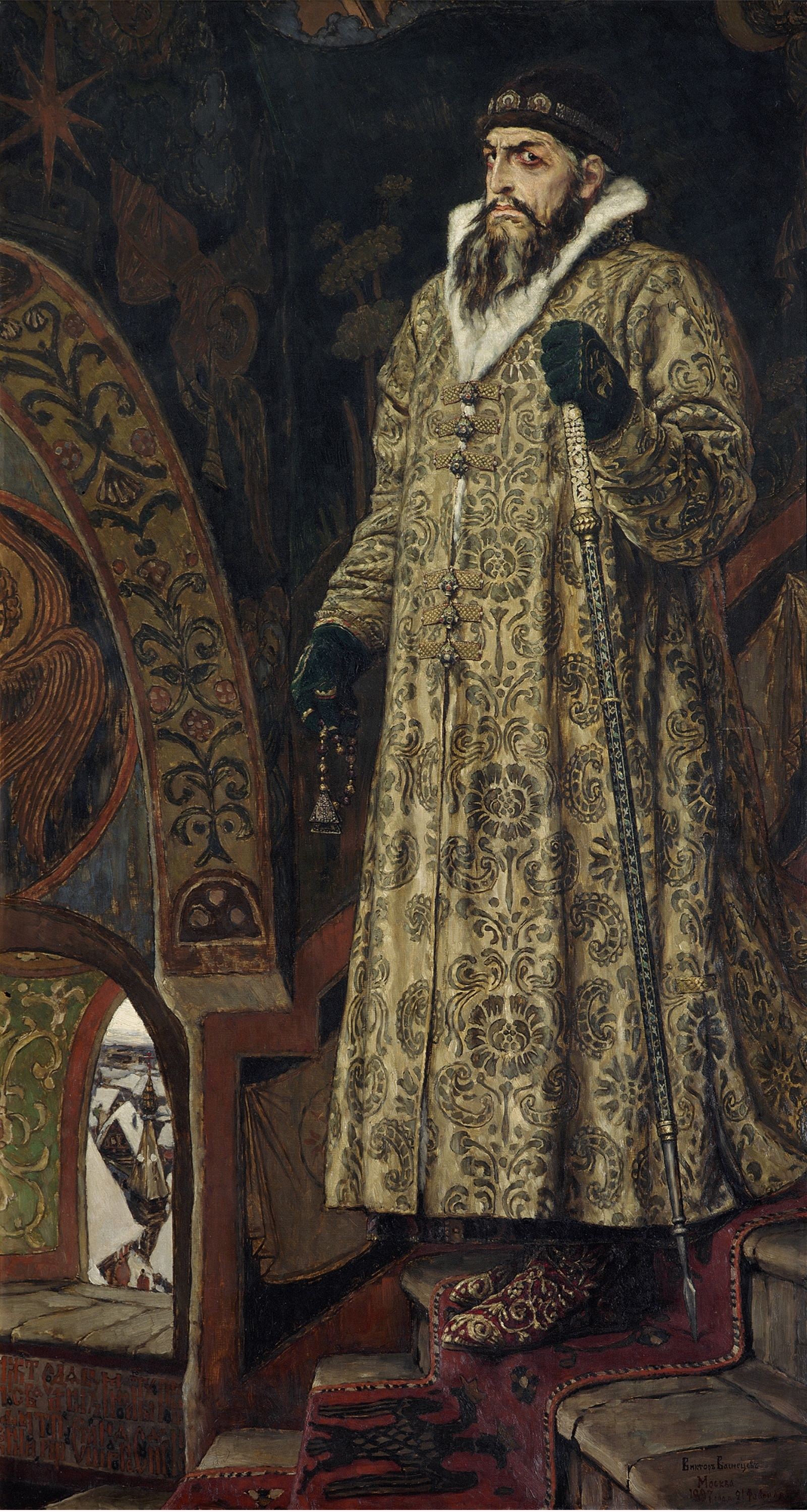
В. М. Васнецов. Царь Иван Васильевич Грозный, 1897

Р. Ю. Виппер рассматривал в начале 1920-х годов Ивана Грозного как гениального организатора и творца крупнейшей державы, в частности, он писал о нём: «Ивану Грозному, современнику Елизаветы Английской, Филиппа II Испанского и Вильгельма Оранского, вождя Нидерландской революции, приходится решать военные, административные и международные задачи, похожие на цели создателей новоевропейских держав, но в гораздо более трудной обстановке. Талантами дипломата и организатора он, может быть, всех их превосходит». Жёсткие меры во внутренней политике Виппер оправдывал серьёзностью международного положения, в котором находилась Россия:
«В разделении царствования Ивана Грозного на две разные эпохи заключена была вместе с тем оценка личности и деятельности Ивана Грозного: оно служило главной основой для умаления его исторической роли, для занесения его в число величайших тиранов. К сожалению, при анализе этого вопроса большинство историков сосредотачивало свое внимание на переменах во внутренней жизни Московского государства и мало считалось с международной обстановкой, в которой (оно) находилось в течение… царствования Ивана IV. Суровые критики как бы забыли, что вся вторая половина царствования Ивана Грозного проходила под знаком непрерывной войны, и притом войны наиболее тяжёлой, какую когда-либо вело Великорусское государство».
В то время взгляды Виппера были отвергнуты советской наукой (в 1920—1930-е годы видевшей в Грозном угнетателя народа, подготовившего крепостное право), однако впоследствии были поддержаны в период, когда личность и деятельность Ивана Грозного получила официальное одобрение со стороны Сталина. В этот период террор Грозного оправдывался тем, что опричнина «окончательно и навсегда сломила боярство, сделала невозможной реставрацию порядков феодальной раздроблённости и закрепила основы государственного строя русского национального государства»; такой подход продолжал концепцию Соловьёва — Платонова, но дополнялся идеализацией образа Ивана.
В 1940—1950-е годы Иваном Грозным много занимался академик С. Б. Веселовский, не имевший возможности из-за господствовавшей в то время позиции опубликовать основные труды при жизни; он отказался от идеализации Ивана Грозного и опричнины и ввёл в научный оборот большое число новых материалов. Корни террора Веселовский видел в конфликте монарха с администрацией (Государевым двором в целом), а не конкретно с крупными феодалами-боярами; он полагал, что на практике Иван не изменил статус боярства и общий порядок управления страной, а ограничился уничтожением конкретных действительных и мнимых оппонентов (на то, что Иван «бил не одних бояр и даже не бояр преимущественно», указывал уже Ключевский).

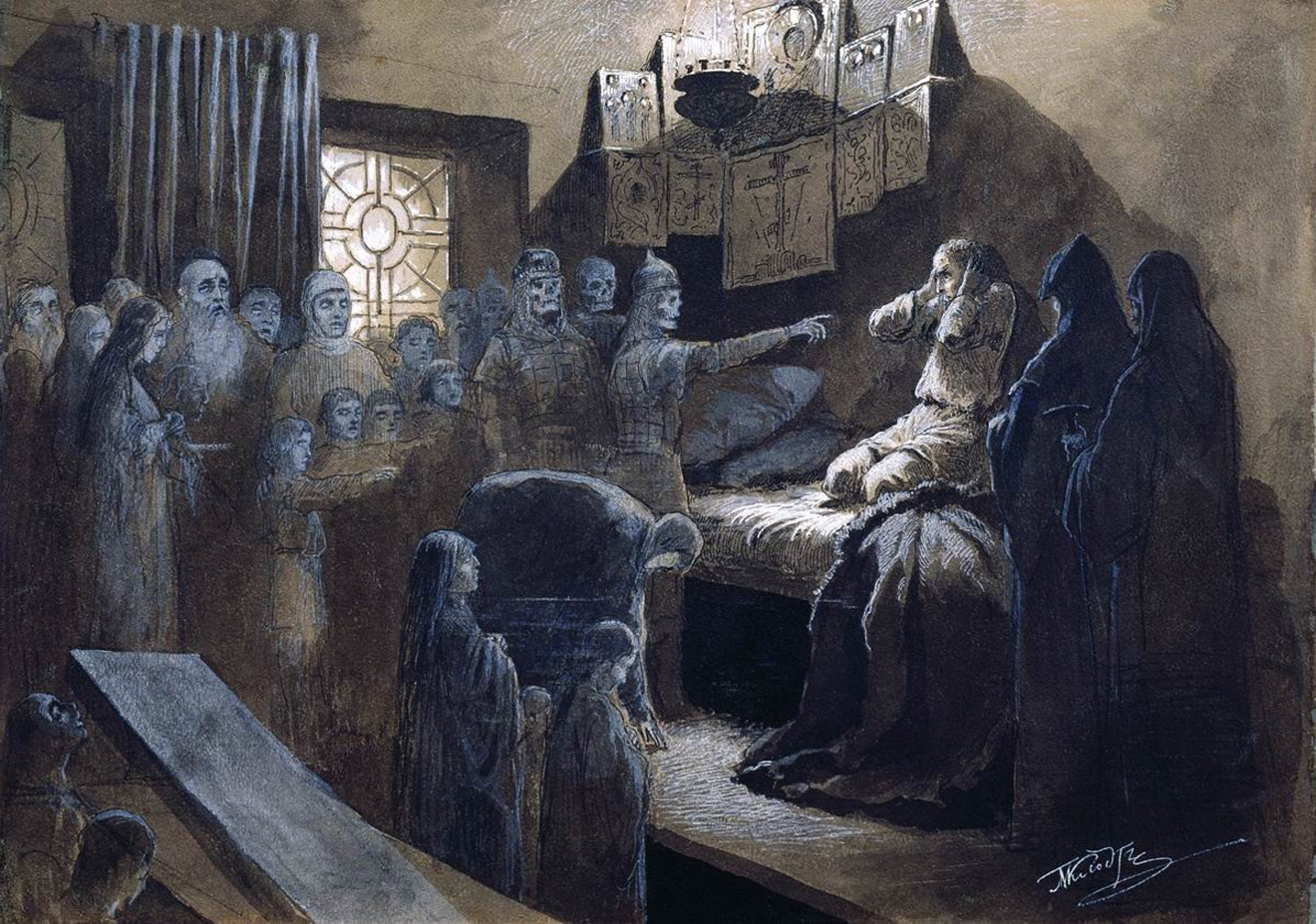
Михаил Клодт. "Иван Грозный и тени его жертв" (Ивану Грозному являются тени им убитых)

Первое время концепцию «государственнической» внутренней политики Ивана поддерживал и А. А. Зимин, говоря об обоснованном терроре против феодалов, предавших национальные интересы. Впоследствии Зимин принял концепцию Веселовского об отсутствии систематической борьбы с боярством; по его мнению, опричный террор губительнее всего сказался на русском крестьянстве. Зимин признавал как преступления, так и государственные заслуги Грозного:

Для России время правления Ивана Грозного осталось одной из самых мрачных полос её истории. Разгром реформационного движения, бесчинства опричнины, «новгородский погром» — вот некоторые вехи кровавого пути Грозного. Впрочем, будем справедливы. Рядом вехи другого пути — превращение России в огромную державу, включившую земли Казанского и Астраханского ханств, Западной Сибири от Ледовитого океана до Каспийского моря, реформы управления страной, упрочение международного престижа России, расширение торговых и культурных связей со странами Европы и Азии
В. Б. Кобрин крайне негативно оценивает результаты опричнины:

«Писцовые книги, составленные в первые десятилетия после опричнины, создают впечатление, что страна испытала опустошительное вражеское нашествие. „В пусте“ лежит не только больше половины, но порой до 90 процентов земли, иногда в течение многих лет. Даже в центральном Московском уезде обрабатывалось всего около 16 процентов пашни. Часты упоминания „пашни-перелога“, которая уже „кустарём поросла“, „лесом-рощей поросла“ и даже „лесом поросла в бревно, в кол и в жердь“: строевой лес успел вырасти на бывшей пашне. Многие помещики разорились настолько, что бросили свои поместья, откуда разбежались все крестьяне, и превратились в нищих — „волочились меж двор“».
Внутренняя политика Ивана IV, после полосы неудач в ходе Ливонской войны и в результате стремления самого государя к установлению безраздельной монаршей власти, приобретает террористический характер и во вторую половину царствования отмечена учреждением опричнины (6 лет), массовыми казнями и убийствами, разгромом Новгорода и бесчинствами в других городах (Тверь, Клин, Торжок). Опричнину сопровождали тысячи жертв, и, по мнению многих историков, её результаты, вместе с результатами длительной и неудачной войны, привели государство к социально-политическому кризису.

### Положительные характеристики
Несмотря на то, что в русской историографии традиционно сложился негативный образ правления Ивана Грозного, в ней также существовало направление, склонное положительно оценивать его результаты. В качестве общей оценки итогов царствования Ивана IV, определённых историками, придерживающимися данной точки зрения, можно указать следующие:

Оценивая итоги расцвета Русского государства, автор (Р. Г. Скрынников) упоминает прекращение феодальной усобицы, объединение земель, реформы Ивана Грозного, укрепившие систему государственного управления и вооружённые силы. Это позволило сокрушить последние осколки Золотой Орды на Волге — Казанское и Астраханское царства.

Но рядом с этим, одновременно с этим были неуспехи России в Ливонской войне (1558—1583) за выход на Балтику, были неурожаи 60-х гг. XVI в., голод, чума, опустошившие страну. Был раздор Ивана IV с боярами, раздел государства на земщину и опричнину, опричные козни и казни (1565—1572), ослабившие государство. ...нашествие 40-тысячной крымской орды, большой и малой нагайских орд на Москву в 1571 г., сражение русских полков с новым нашествием летом 1572 г. на подходах к Москве; сражение при Молодях, под Даниловым монастырём в июле 1591 г. Победами стали те сражения.— С. В. Бушуев, Г. Е. Миронов. История государства Российского

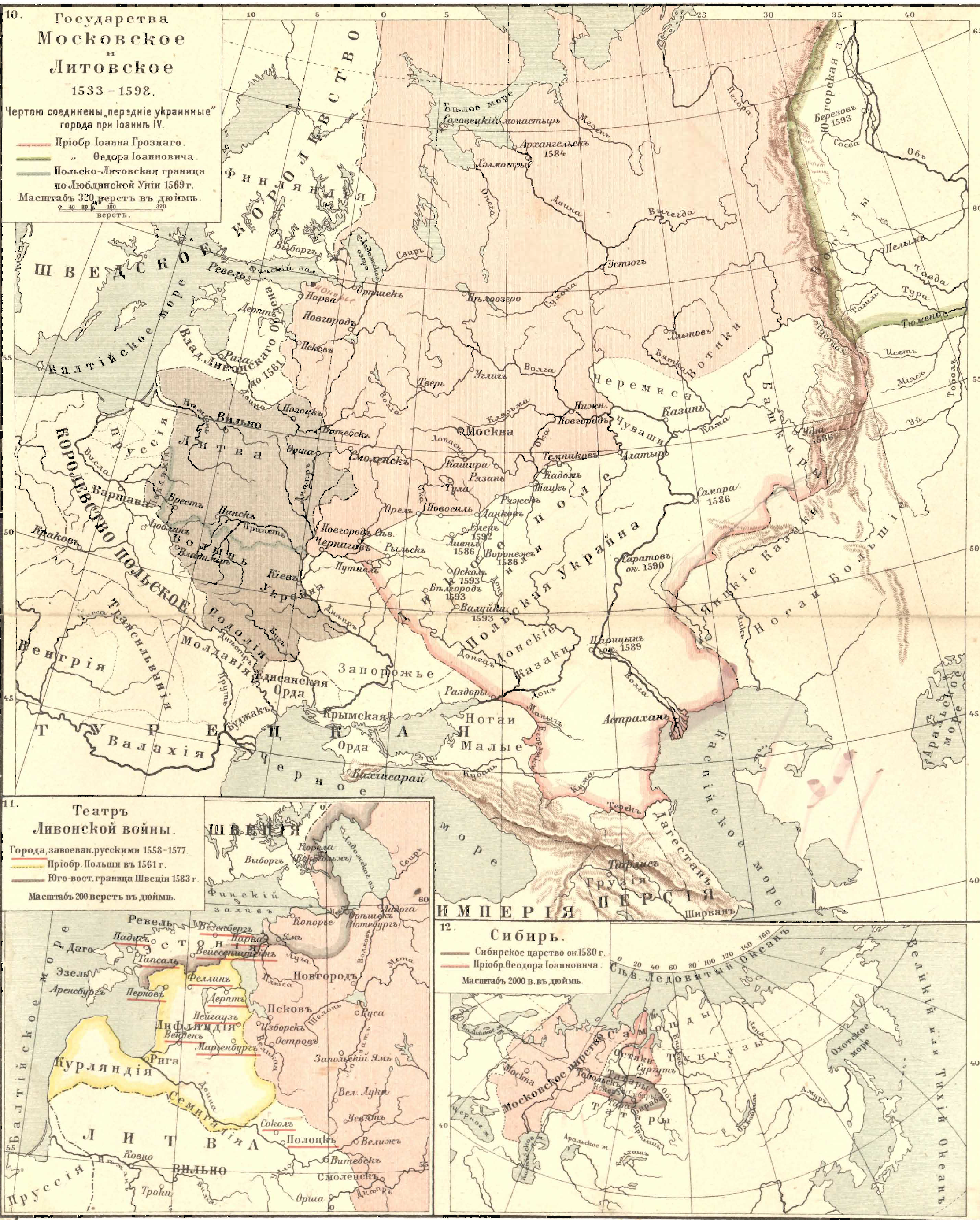
Карта расширения Российского государства во второй половине XVI века

Кроме того, историки, придерживающиеся мнения о благотворном влиянии правления Ивана Грозного на развитие Русского государства, в качестве положительных итогов его царствования приводят следующие утверждения:
1) Сохранение независимости страны. При достаточных основаниях для сопоставления масштабов Куликовской битвы с битвой при Молодях (участие 5 тысяч в первой, например, — по С. Б. Веселовскому или 60 тысяч по В. Н. Татищеву, и свыше 20 тысяч во второй — по Р. Г. Скрынникову), последняя также имела эпохальное значение для дальнейшего развития государства: было покончено с неотвратимой опасностью регулярной опустошительной татаро-монгольской экспансии; «Цепь татарских „царств“, простиравшихся от Крыма до Сибири, была навсегда разорвана».
2) Формирование оборонных рубежей; «…любопытная и важная черта в деятельности московского правительства в самую мрачную и тёмную пору жизни Грозного — в годы его политических неудач и внутреннего террора… — забота об укреплении южной границы государства и заселении „дикого поля“. Под давлением многих причин правительство Грозного начало ряд согласованных мер по обороне своей южной окраины...».
Вместе с сокрушительным разгромом войск Крымского ханства (см. Русско-крымские войны), с «Астраханским», — «„Казанское взятие“ (1552) открыло русским путь в низовья великой русской реки Волги и на Каспийское море». «Среди сплошных неудач конца войны (Ливонской) сибирское взятие Ермака блеснуло подобно молнии в ночной тьме», предопределив, вместе с укреплением успеха предыдущих пунктов, перспективу для дальнейшего расширения государства по этим направлениям, с гибелью Ермака, «„под высокую царскую руку“ взяло на себя уже Московское правительство, посылавшее в Сибирь, на помощь казакам, своих воевод с „осударевыми служилыми людьми“ и с „народом“ (артиллерией)»; и что касается восточного направления экспансии, сам за себя говорит тот факт, что уже «через полвека после гибели Ермака русские вышли на берега Тихого океана».
«Ливонская война Грозного была своевременным вмешательством Москвы в первостепенной важности международную борьбу за право пользования морскими путями Балтики». И даже в неудачной кампании большинство наиболее обстоятельных исследователей прослеживает позитивные факторы за тем, что в это время шла многолетняя торговля с Европой морским путём (через Нарву), и что впоследствии, через сто с лишним лет реализовал и развил как одно из основных направлений своей политики Пётр.
«Упразднился старый взгляд на опричнину как на бессмысленную затею полоумного тирана. В ней видят применение к крупной земельной московской аристократии того „вывода“, который московская власть обычно применяла к командующим классам покорённых земель. Вывод крупных землевладельцев с их „вотчин“ сопровождался дроблением их владений и передачей земли в условное пользование мелкого служилого люда. Этим уничтожалась старая знать и укреплялся новый социальный слой „детей боярских“, опричных слуг великого государя».
3) Общее состояние культуры характеризуется подъёмом, зрелое развитие которого стало возможным только после преодоления смуты. «Набеги крымчаков и страшные пожары нанесли Москве и москвичам тяжкий урон в годы правления Иоанна IV Васильевича. Поправлялась после того Москва медленно. „Но царствование Иоанна Грозного, — по мнению И. К. Кондратьева, — было всё же одним из замечательных царствований, наложивших на Москву, а с нею и на всю Россию печать особенного величия“. Действительно, в эти годы в Москве состоялся первый Земский собор, был создан Стоглав, были покорены царства Казанское и Астраханское, присоединена Сибирь, начата торговля с англичанами (1553) (а также с Персией и Средней Азией), открыта первая типография, построены Архангельск, Кунгур и Уфа, башкиры приняты в русское подданство, учредилось Донское казачество, воздвигнут знаменитый храм Покрова в память завоевания Казанского царства, более известный под именем Василия Блаженного». Учреждено Стрелецкое войско.
Впрочем, критики подобного подхода указывают на малую роль, которую сам Иван IV сыграл во всех этих событиях. Так, главным полководцем, обеспечившим в 1552 году завоевание Казани был Александр Горбатый-Шуйский, в то время как предыдущие походы на Казань в 1547 и 1549 годах, возглавляемые Иваном IV лично, окончились неудачами. Впоследствии Горбатый-Шуйский был казнён по приказу Ивана Грозного. Первоначальные успехи в Ливонии и взятие Полоцка связаны с именем талантливого полководца Петра Шуйского, после смерти которого военные успехи в Ливонской войне прекратились. Победа над превосходящими силами крымских татар при Молодях была обеспечена благодаря военным талантам Михаила Воротынского и Дмитрия Хворостинина, причём первый также был впоследствии репрессирован Иваном. Сам Иван Грозный как при первом крымском походе в 1571 году, так и при втором в 1572 бежал из Москвы и пережидал военные действия в Новгороде и Александровской слободе. Помимо этого, считается, что Иван Грозный с большим недоверием относился к сторожевым людям, охранявшим южные рубежи[страница не указана 1680 дней] и от казней царя в Крым бежало множество детей боярских, один из которых, Кудеяр Тишенков, впоследствии провёл крымцев окружными путями к Москве. Также исследователи-культурологи указывают на зыбкую связь между политическим режимом государства и культурным состоянием общества.
Согласно опросу ФОМ, проведённому осенью 2016 года, подавляющее большинство россиян (71 %) положительно оценивают роль Ивана Грозного в истории. 65 % россиян одобрило бы установку памятника Ивану Грозному в своём населённом пункте.

## В культуре, архитектуре и искусстве

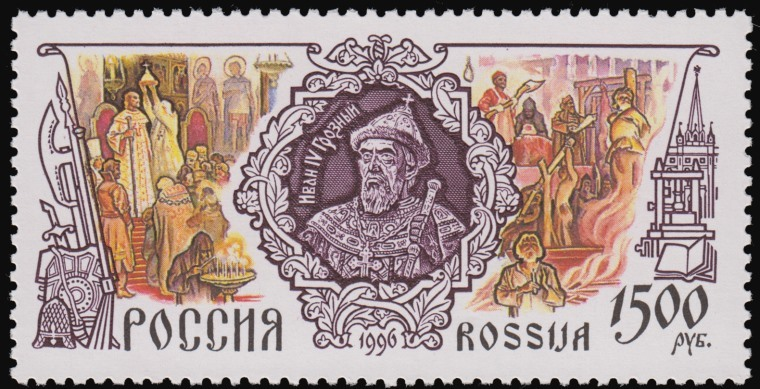
Почтовая марка, 1996 год
Первый в истории России памятник Ивану IV Грозному, установленный в память о 450-летии основанного по его велению города Орла.
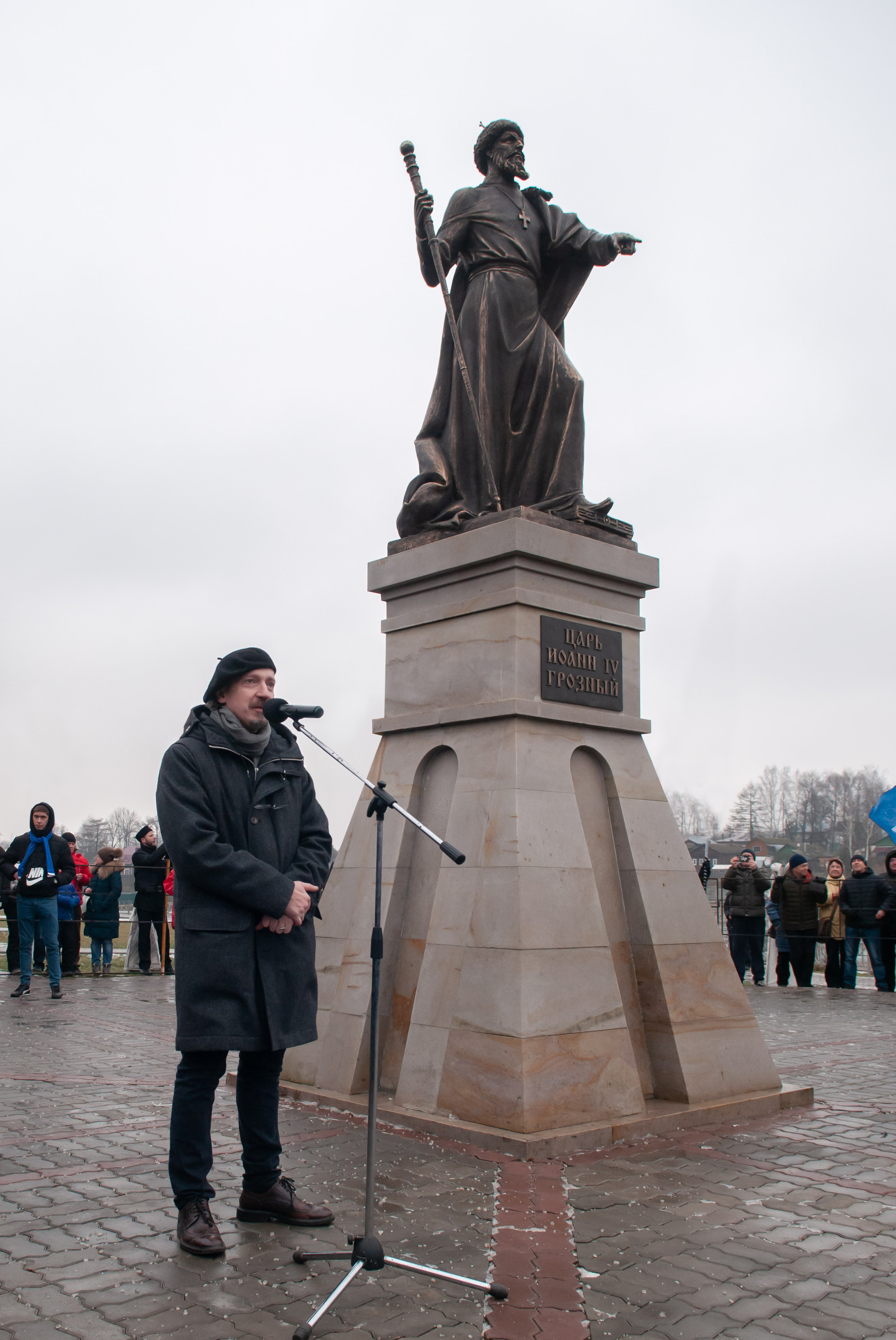
Памятник Ивану IV Грозному в Александрове

### Комментарии
1. ↑  В форме «Грозный» — впервые в «Истории Российской» В. Н. Татищева[7], в форме «Всегрозный» — во «Временнике Ивана Тимофеева»[8].
2. ↑  По одной из историографических версий, такое наименование коалиции дал один из её бывших членов Андрей Курбский в своей переписке с самим Иваном Грозным.
3. ↑  Позднее — митрополит Московский.
4. ↑  Позднее — митрополит Московский.